# TT280
| ra | m | D37 · k | t · Z2 |

| ra | m | D37 · k | t · Z2 |

TT280 (Theban Tomb 280) è la sigla che identifica una delle Tombe dei Nobili ubicate nell'area della cosiddetta Necropoli Tebana, sulla sponda occidentale del Nilo dinanzi alla città di Luxor, in Egitto. Destinata a sepolture di nobili e funzionari connessi alle case regnanti, specie del Nuovo Regno, l'area venne sfruttata, come necropoli, fin dall'Antico Regno e, successivamente, sino al periodo Saitico (con la XXVI dinastia) e Tolemaico.

## Titolare
TT280 era la tomba di:
| Titolare                               | Titolo                                           | Necropoli           | Dinastia/Periodo                                              | Note |
| -------------------------------------- | ------------------------------------------------ | ------------------- | ------------------------------------------------------------- | ---- |
| Meketre (traslitterazione Mehenkwetre) | Grande Supervisore nella casa di...; Cancelliere | Sheikh Abd el-Qurna | Medio Regno (Mentuhotep II/Mentuhotep III, forse Amenemhat I) |      |

## Biografia
La prima attestazione di Meketre risale a un'iscrizione rupestre nel Wadi Shatt el-Rigal, in cui appare con il titolo di Addetto al sigillo e Supervisore dei Sei Grandi tribunali, risalente all'anno 41° di regno di Mentuhotep II. In un rilievo del tempio funerario dello stesso re, a Deir el-Bahari Meketre è designato con il titolo di Cancelliere molto probabilmente successore, nella carica, di Meru, a sua volta successore di Kheti (TT311); l'iscrizione risale ad un periodo compreso tra il 47º e il 51º anno di Nebhepetra (Montuhotep II). Lo stesso titolo è riportato su una statua rinvenuta nella sua tomba, mentre in un altro frammento viene indicato come Grande Supervisore. Assumendo che Meketre avesse circa 25 anni al momento dell'iscrizione di Wadi Shatt el-Rigal, doveva averne circa 35 quando assunse l'incarico di Cancelliere sotto Montuhotep II e 40 alla sua morte. Dopo Montuhotep II, il III sovrano con lo stesso nome regnò circa dodici anni e, generalmente, si assume in sette anni il periodo di regno di Mentuhotep IV. All'assunzione del trono di Amenemhat I Meketre doveva essere, perciò a metà dei 50 anni ed essere morto intorno ai 60. Nessuna informazione biografica ricavabile dalla TT280, se non il nome del figlio, Inyotef (o Antef), che compare con il defunto in molti dei modelli in legno contenuti nella tomba.

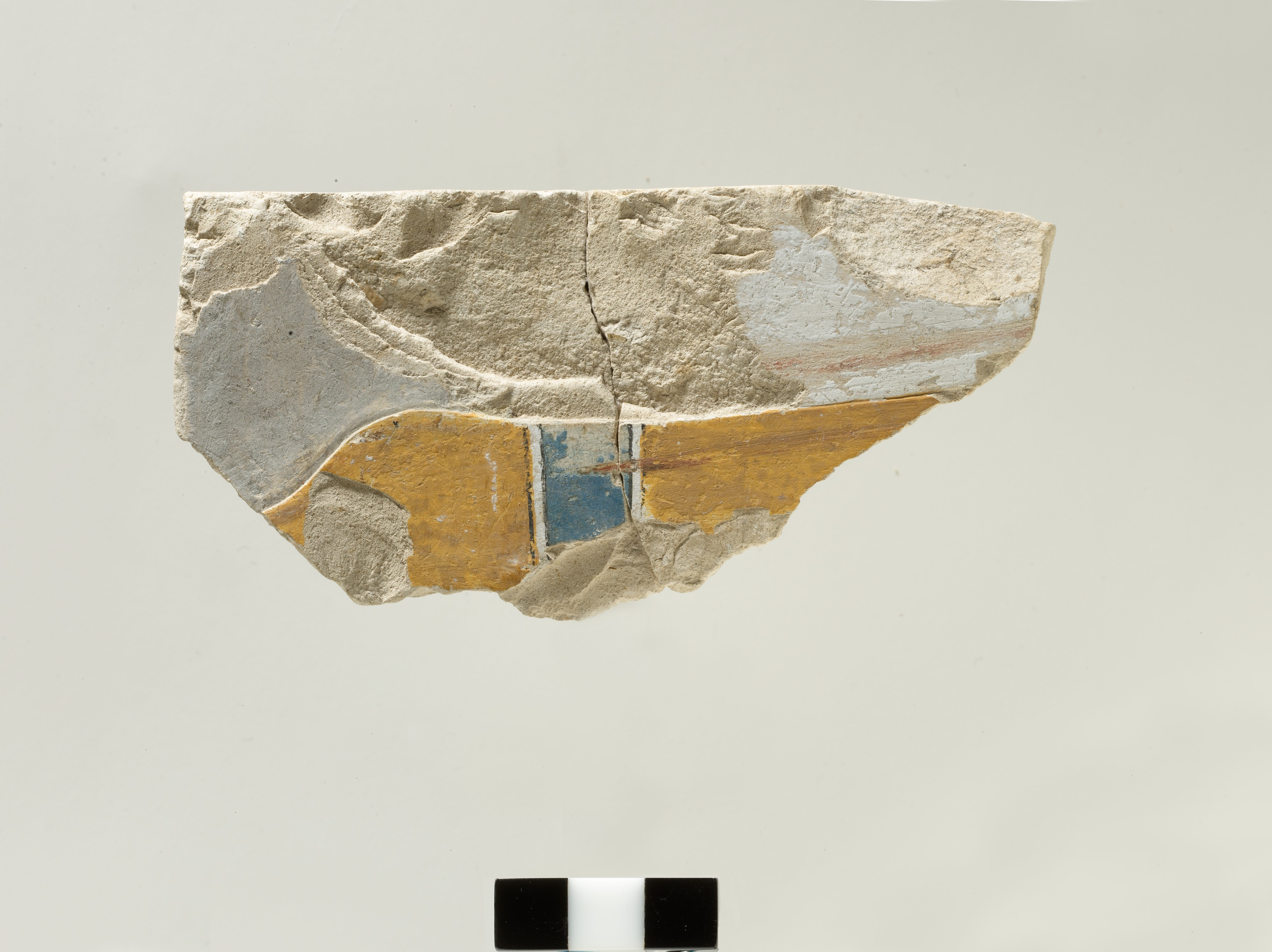
Frammento di rilievo parietale dalla TT280 (Metropolitan Museum, cat. MET DP338003)
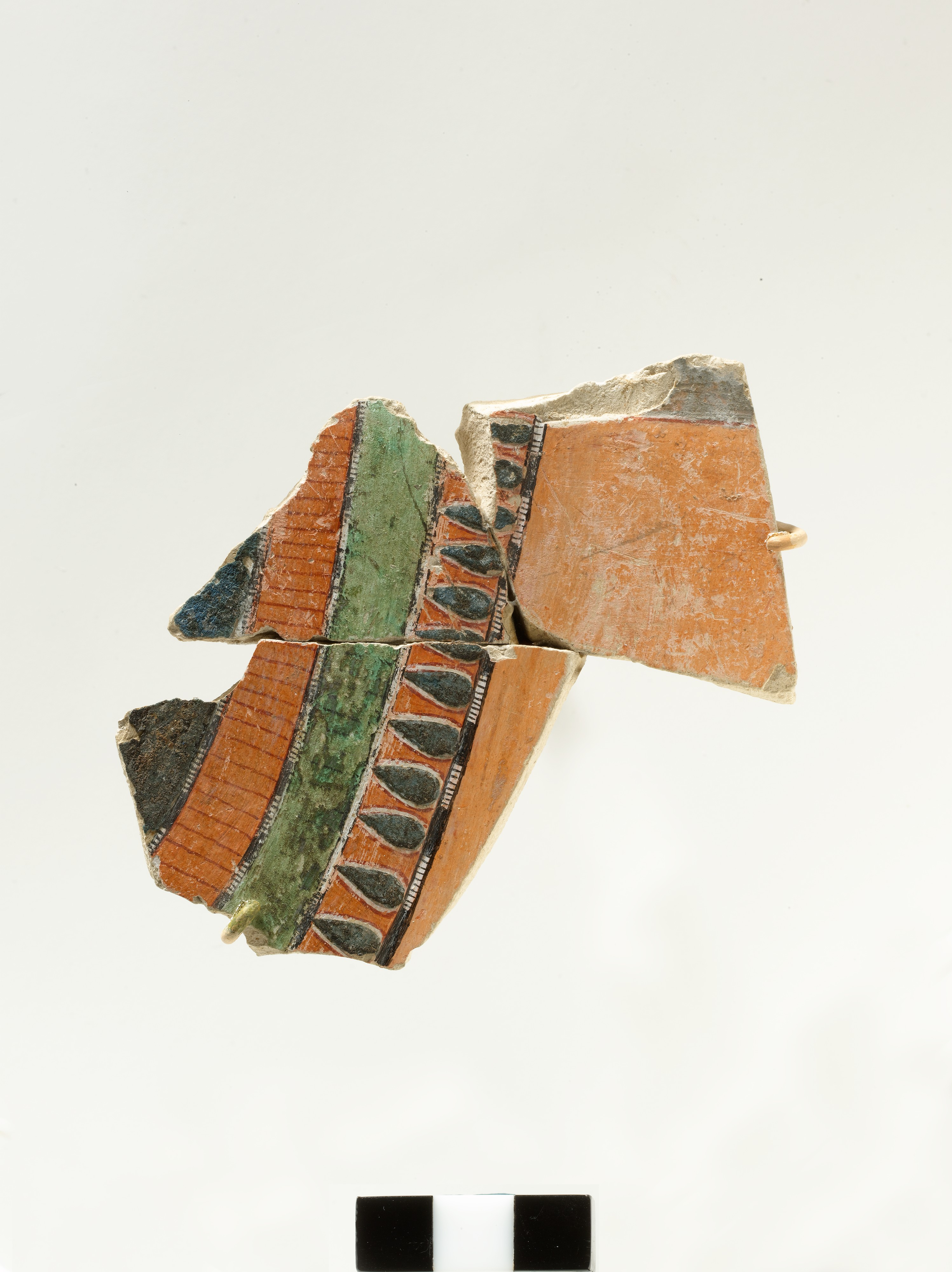
Frammento di rilievo parietale dalla TT280 (Metropolitan Museum, cat. MET DP338001)
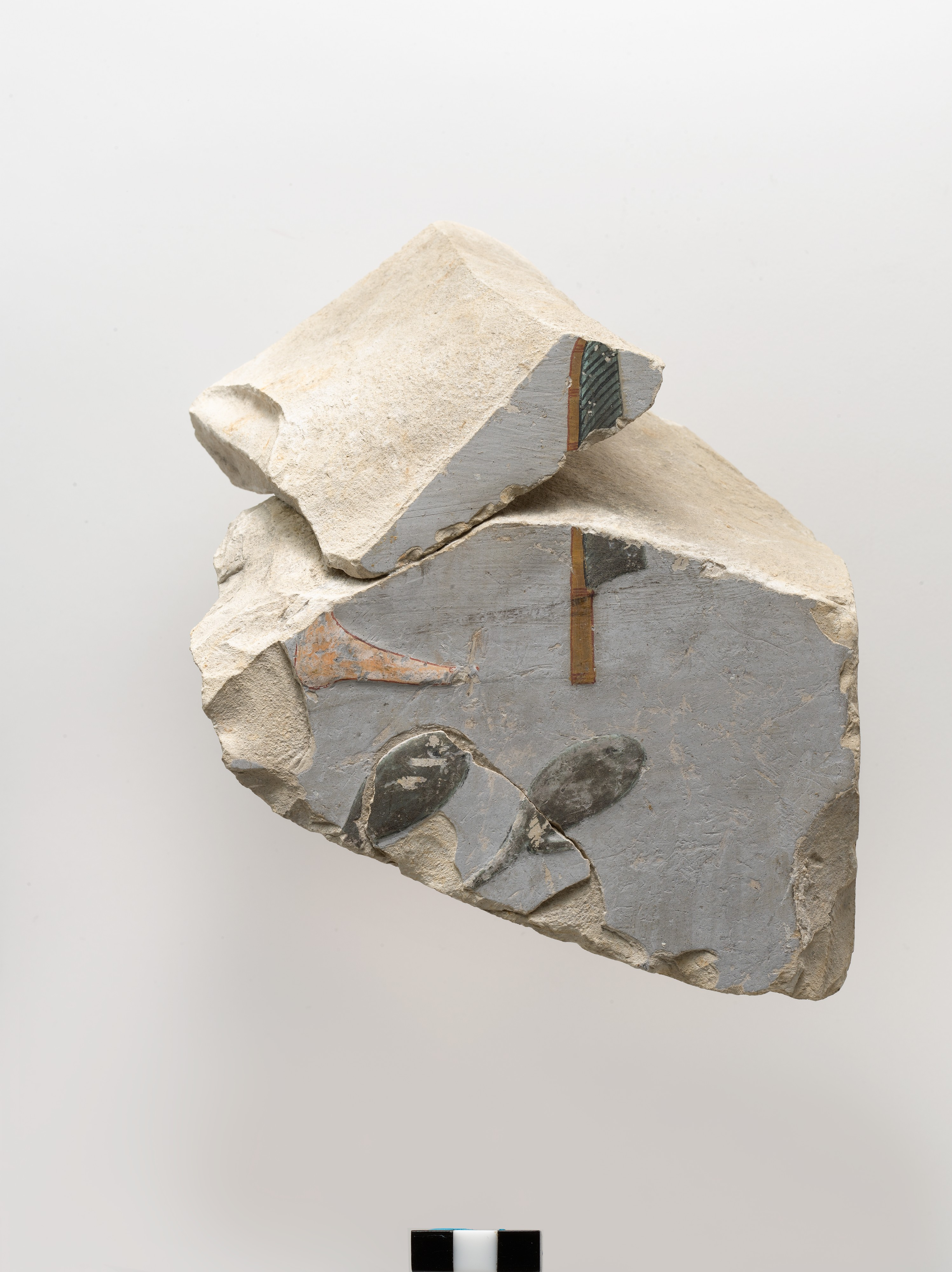
Frammento di rilievo parietale dalla TT280 (Metropolitan Museum, cat. MET DP338068)
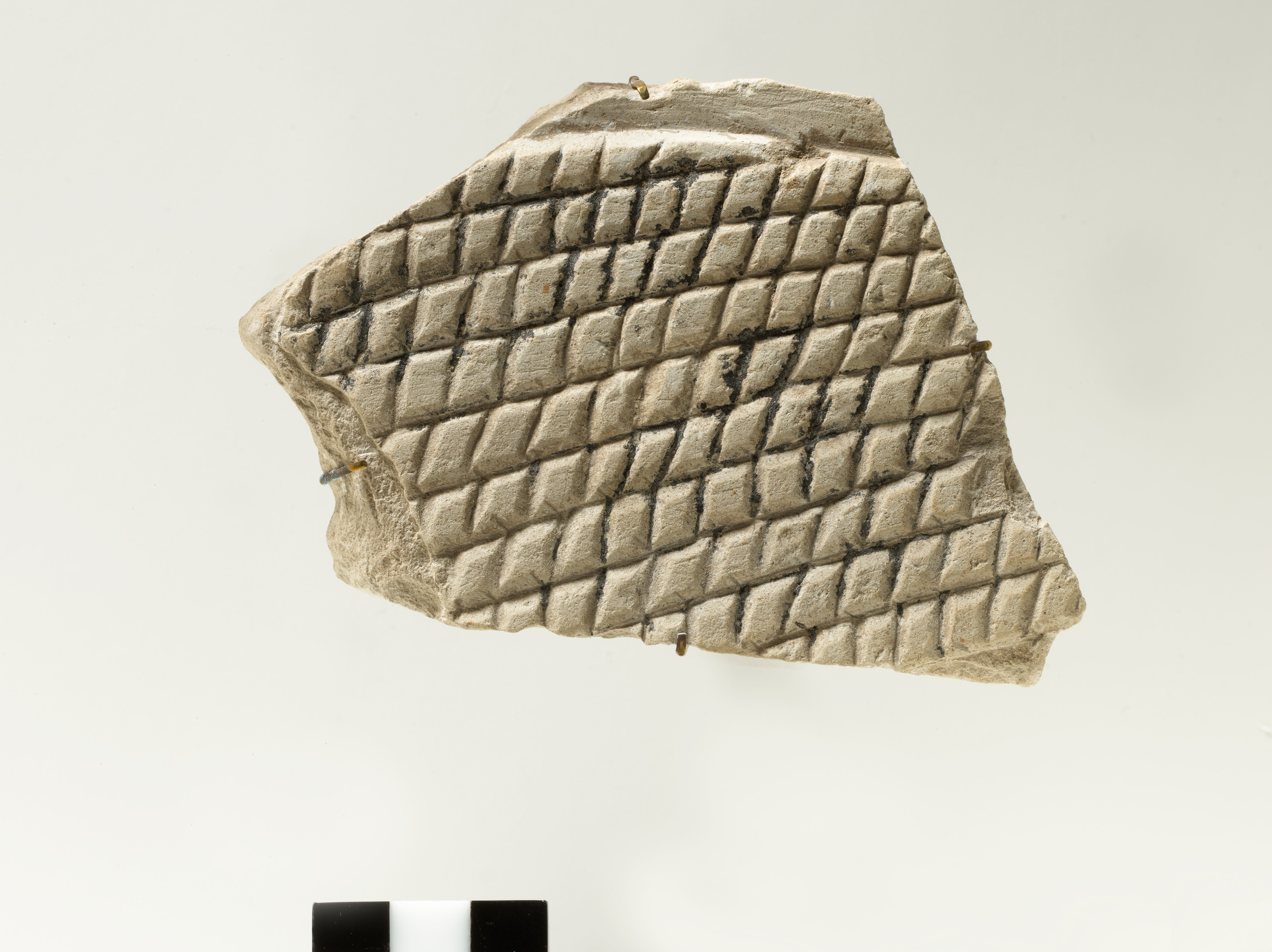
Frammento di rilievo parietale dalla TT280 (Metropolitan Museum, cat. MET DP338002)
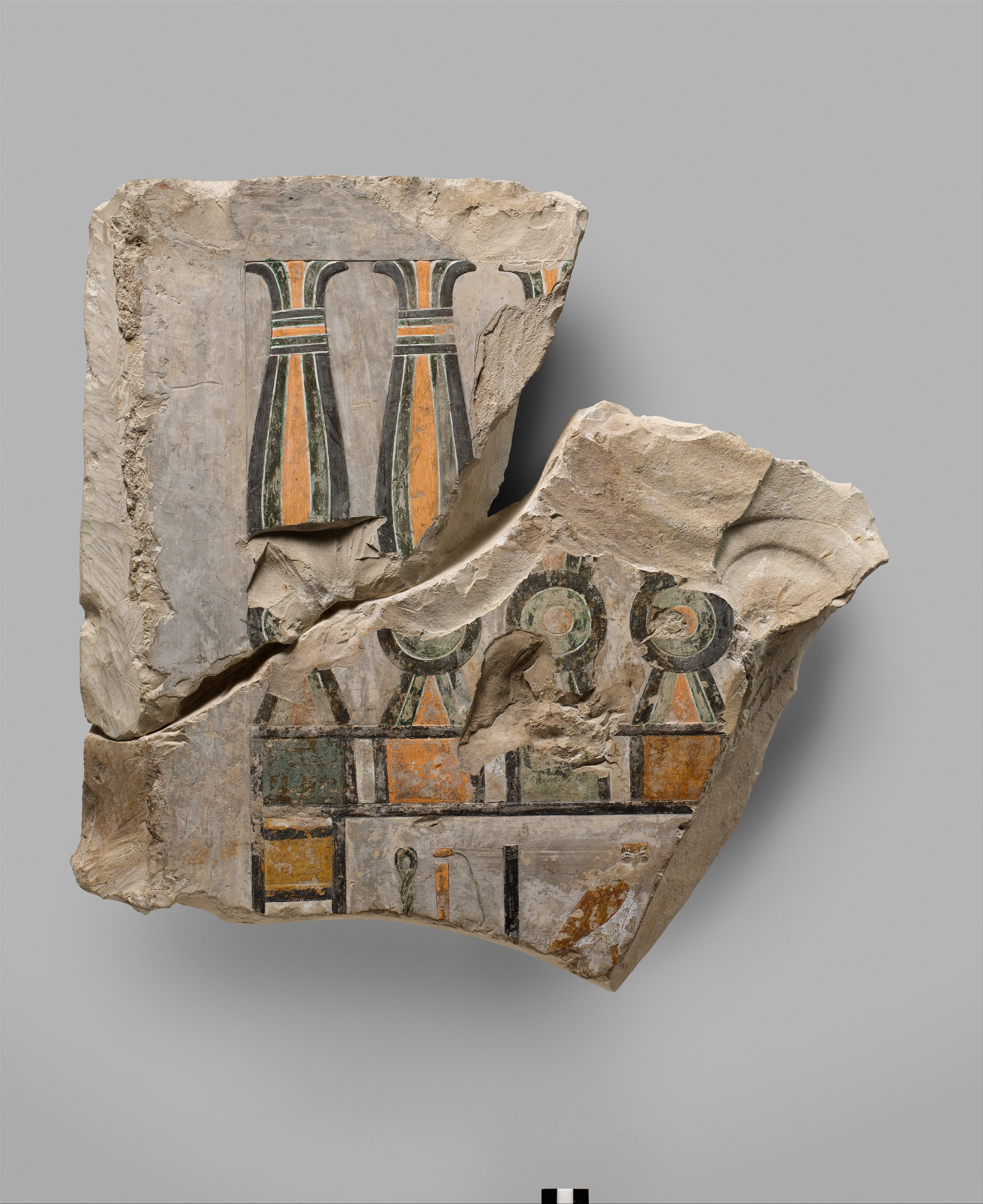
Frammento di rilievo parietale dalla TT280 (Metropolitan Museum, cat. MET DP338072)
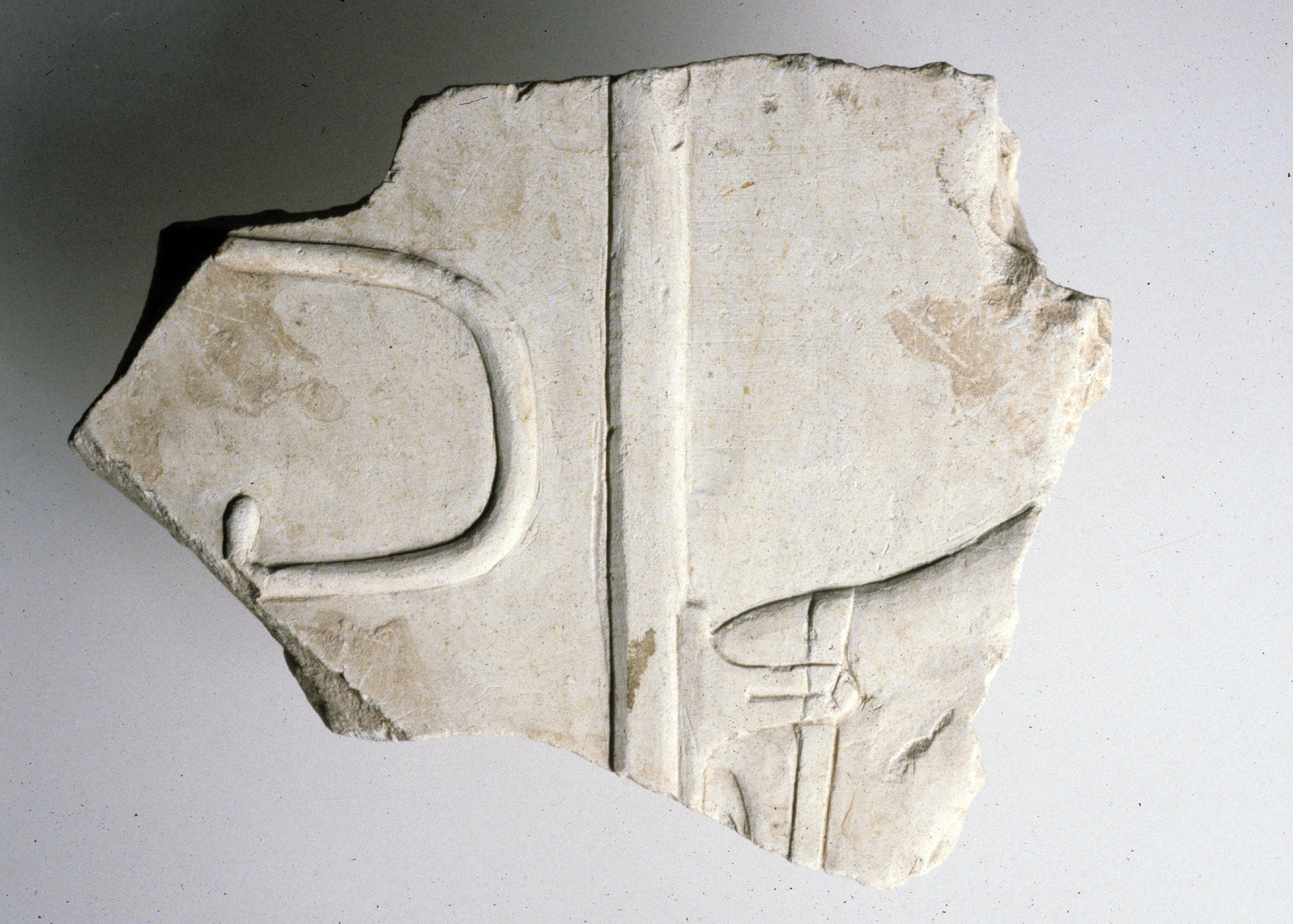
Frammento di rilievo parietale dalla TT280 (Metropolitan Museum, cat. MET 20.3.977 01)
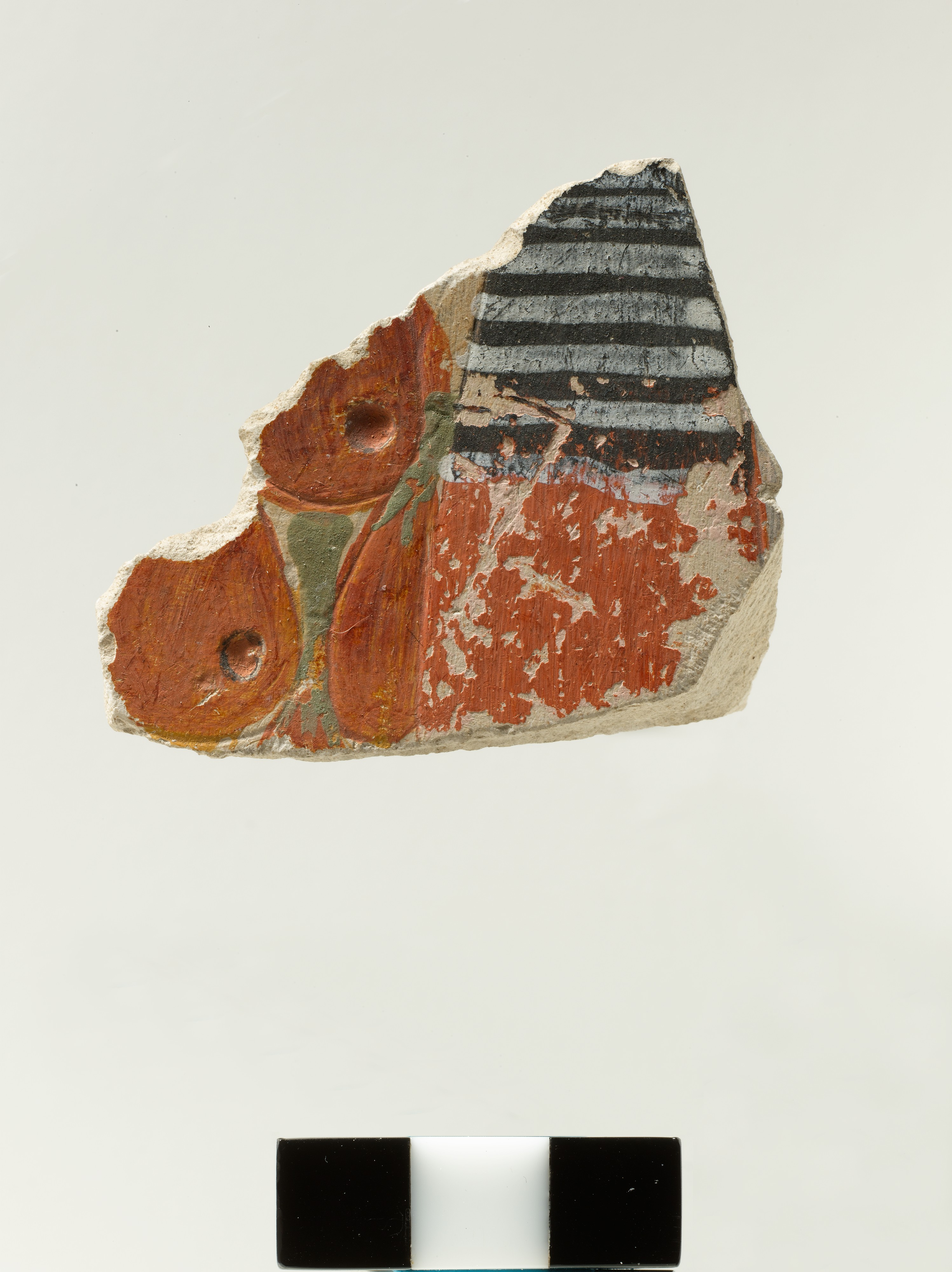
Frammento di rilievo parietale dalla TT280 (Metropolitan Museum, cat. MET DP337989)
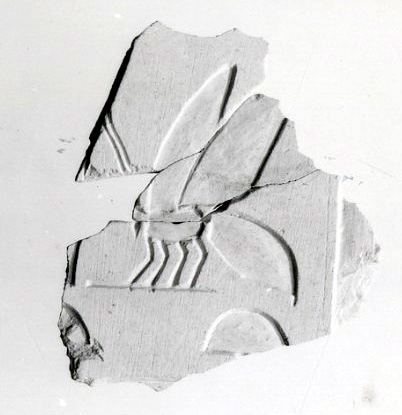
Frammento di rilievo parietale dalla TT280 (Metropolitan Museum, cat. MET 20-3-1026)
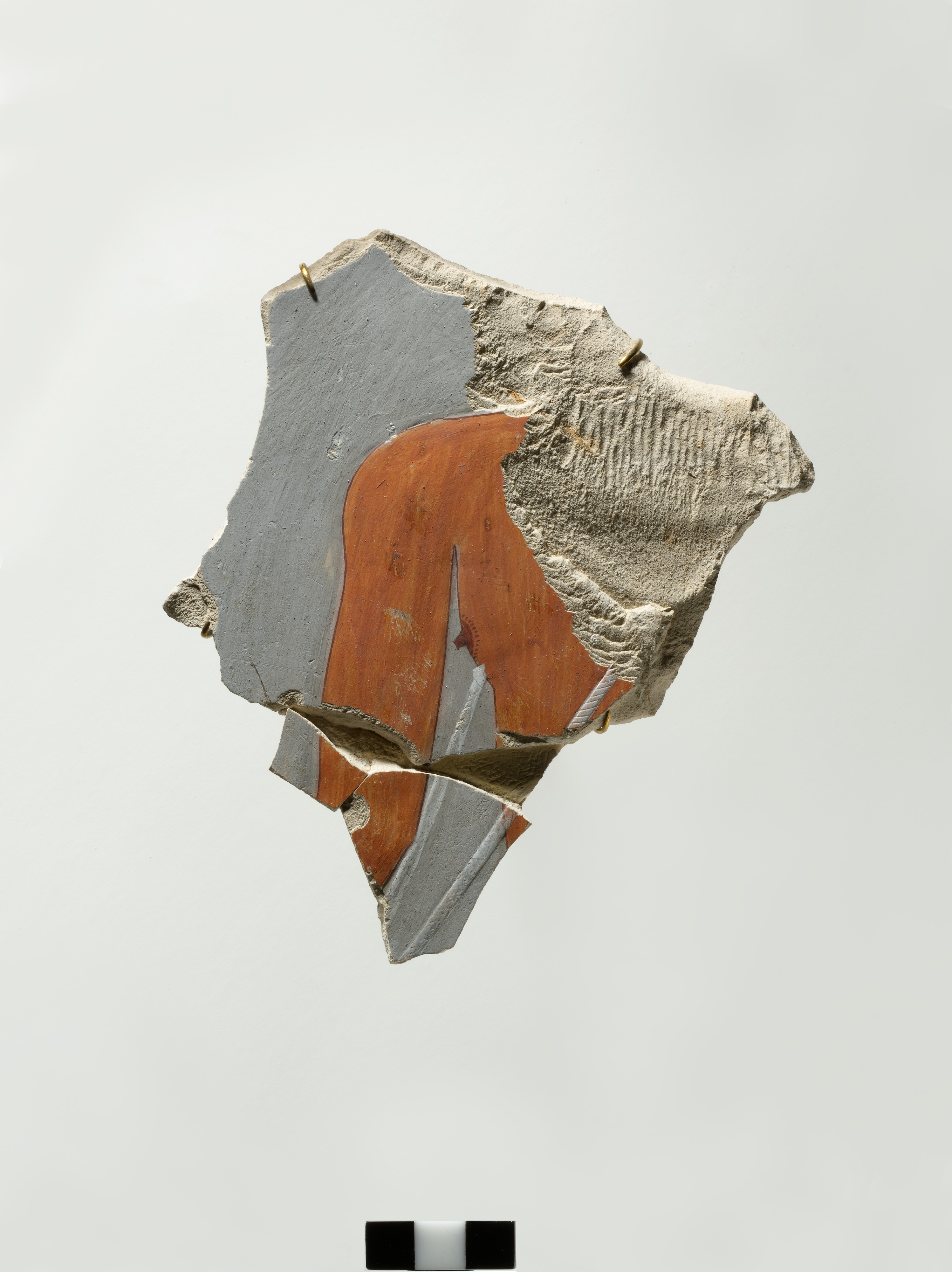
Frammento di rilievo parietale dalla TT280 (Metropolitan Museum, cat. MET DP338021)
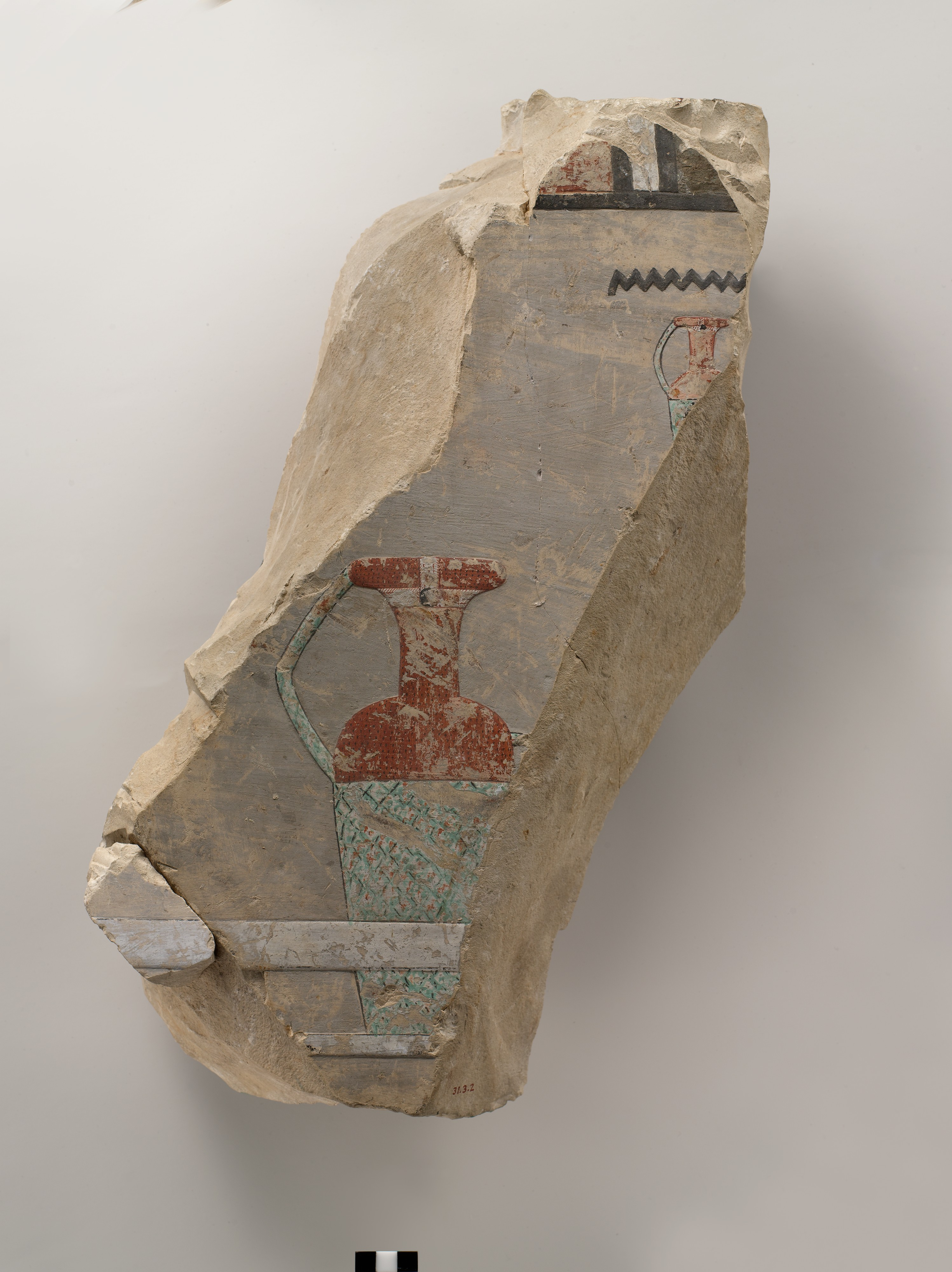
Frammento di rilievo parietale dalla TT280 (Metropolitan Museum, cat. MET DP337973)

## La tomba

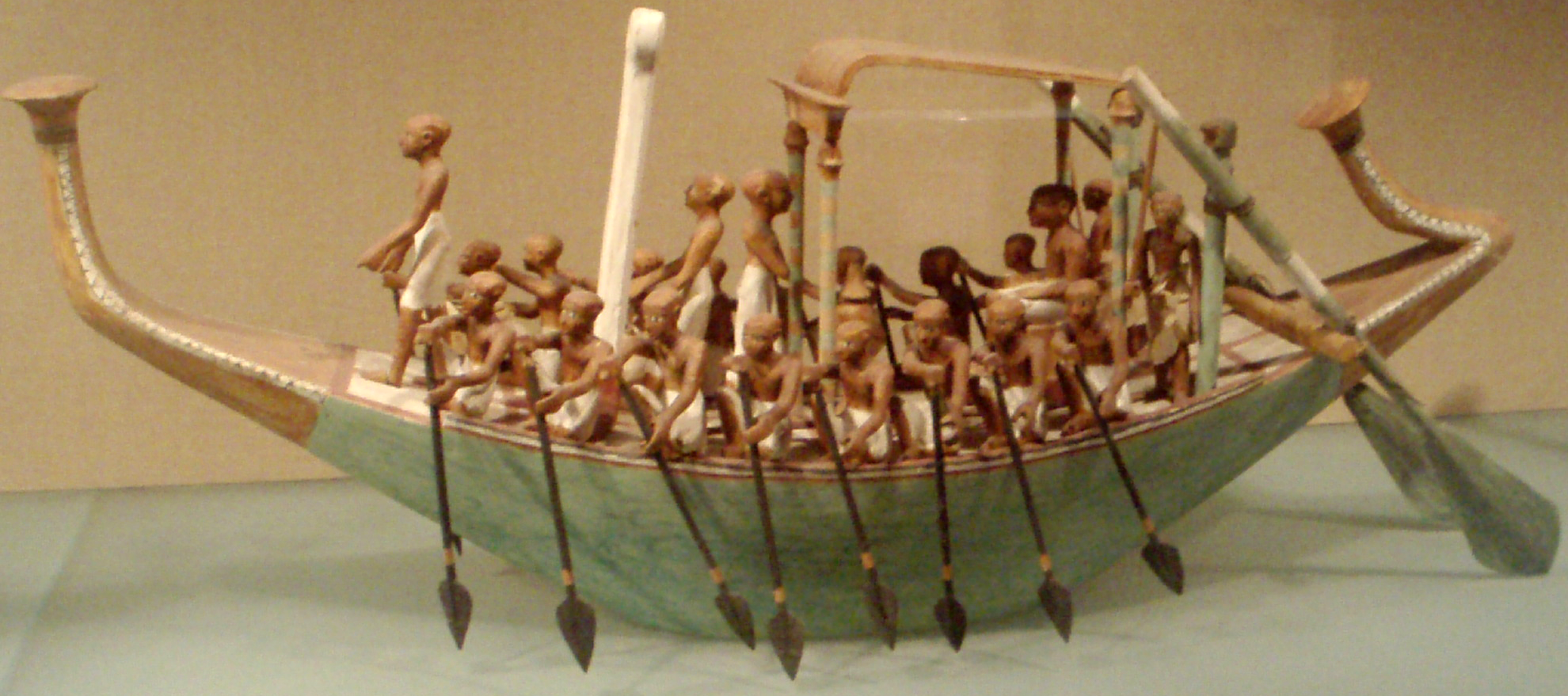
Modello di barca funeraria dalla TT280 (Metropolitan Museum)

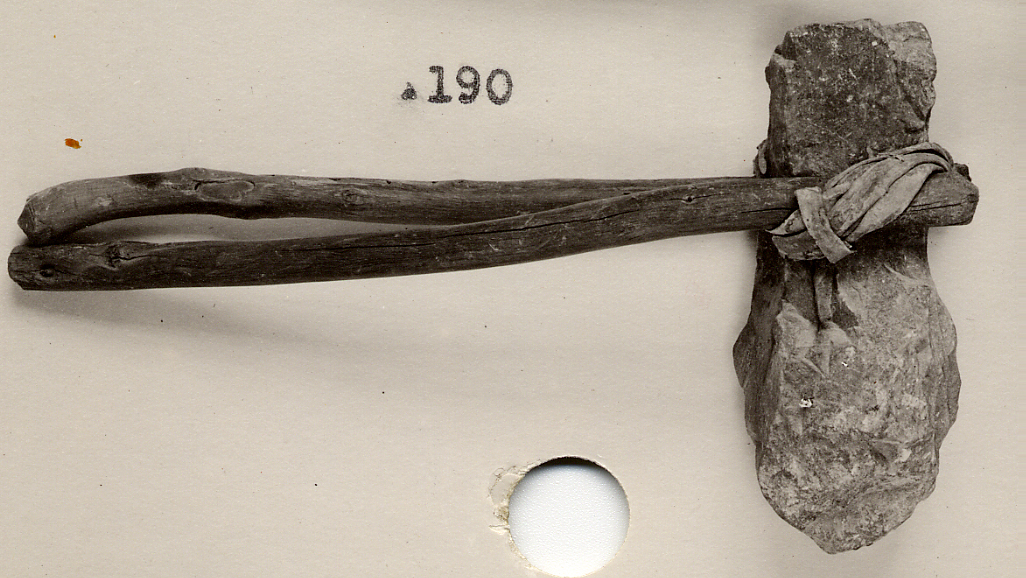
Strumento rinvenuto nella TT280, forse usato per i lavori di realizzazione (Metropolitan Museum, cat. MET 20.3.190)

TT280 è ubicata nell'area di Sheikh Abd el-Qurna, nei pressi di una grande, ma incompiuta, tomba reale che venne dapprima assegnata a Mentuhotep III (oggi contrassegnata con la sigla TT281). Recenti studi hanno tuttavia appurato che possa più compiutamente essere assegnata ad Amenemhat I. La caratteristica più saliente della tomba di Meketre erano i nove pilastri poligonali che ne ornavano la facciata dipinti a imitazione del granito. La presenza di tali pilastri, peraltro simili a quelli del tempio funerario di Mentuhotep II a Deir el-Bahari, in una tomba "non-reale", non è attestata altrimenti per sepolture della XI e XII dinastia nella Necropoli di Tebe. Molto frammentari sono i resti delle pitture parietali della TT280 che sono, tuttavia, sintomatici di ottima fattura e possono essere annoverati tra i meglio eseguiti del Medio Regno. Frammenti di sarcofago, rinvenuti nella camera funeraria di TT280 da Herbert Eustis Winlock e oggi al Metropolitan Museum di New York (cat. da 20.3.101 a 20.3.122), presentano una doppia iscrizione sovrapposta. Particolarmente famosi, per il perfetto stato di conservazione, per la qualità e il numero, sono i modelli lignei rinvenuti all'interno della tomba di Meketre che, come le pitture parietali di altre tombe, offrono uno spaccato della vita dei funzionari e dei nobili del periodo; la qualità è superiore anche a quella di analoghi modelli rinvenuti nelle sepolture di re della XI e XII e, segnatamente, di Mentuhotep II, tanto da far ritenere che gli artisti che li realizzarono appartenessero a differenti periodi storici: verosimilmente del Primo Periodo Intermedio quelli di Mentuhotep II, e del pieno Medio Regno quelli rinvenuti nella TT280.

### Rinvenimenti
- Area del portico, del passaggio e della cappella funeraria: frammenti di rilievi parietali tra cui alcuni con i titoli del defunto;
- Camera funeraria: frammenti di sarcofago dorato con testi dei sarcofagi;
- Serdab (camera sotterranea sotto il portico d'accesso): modelli di canoe e barche tra cui una barca su cui vengono preparati cibi; in molti dei modelli di barca, vengono rappresentati il defunto e il figlio, Inyotef (o Antef), sotto un padiglione; modelli di case con giardino e veranda; modello di negozio di carpentiere con riproduzioni di strumenti da lavoro; modelli di scene di censimento del bestiame e di ispezioni; statuette di portatori e portatrici di offerte; modelli di barche con musicisti e con pescatori, arpionatori e cacciatori; modelli di granai con scribi intenti a registrare le attività; modelli di macelli, di panetterie e birrerie; base di statua con i titoli del defunto quale Cancelliere; bende da mummia con testi in ieratico;
- Parallela alla TT280 di Meketre si trova la tomba del figlio Inyotef (a Antef), indicato come Principe ereditario, al cui interno vennero rinvenuti frammenti di sarcofago, una scatola che originariamente conteneva i vasi canopici con l'indicazione di Supervisore ai sigilli, e resti di statua[14].

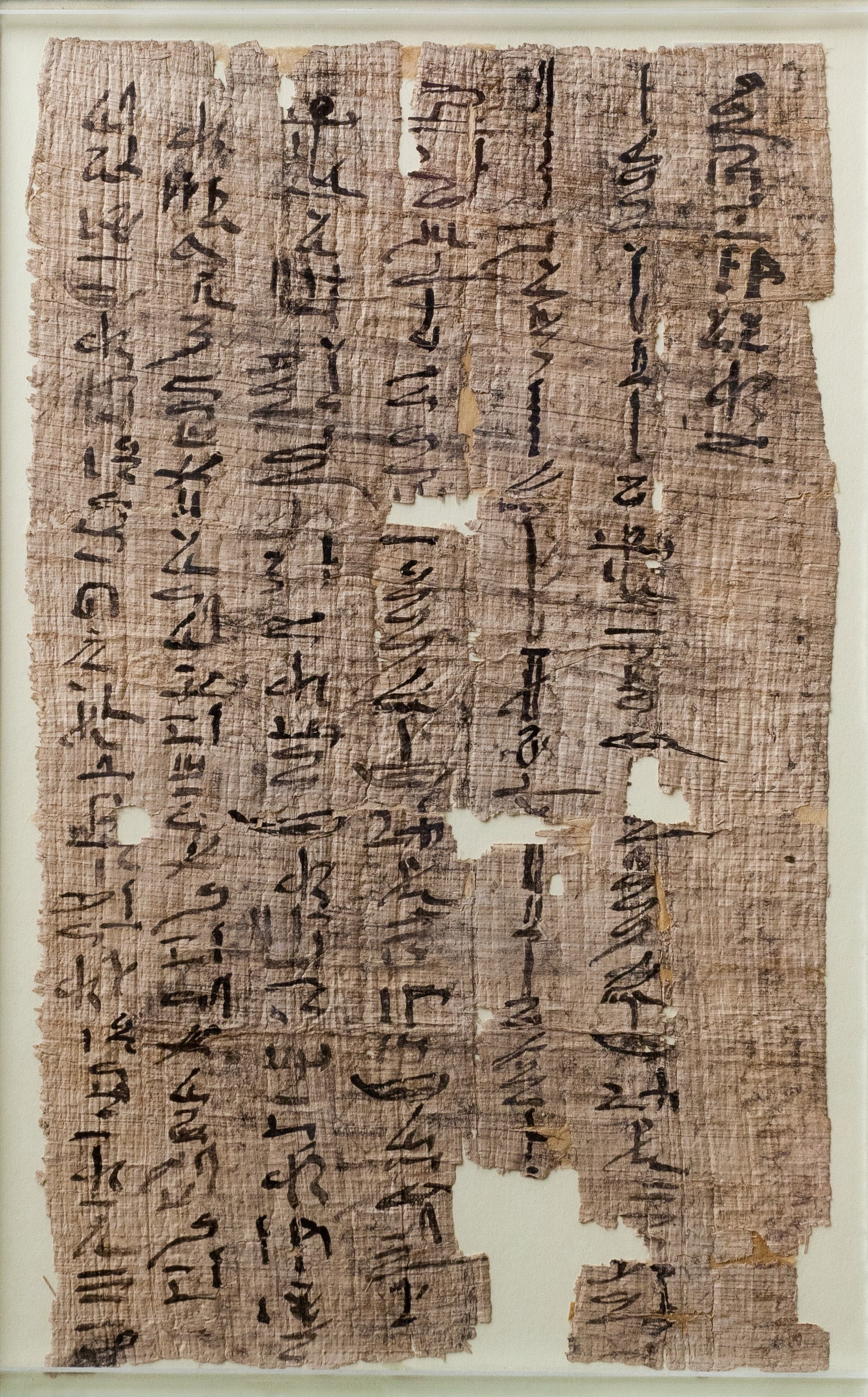
Papiro dalla tomba TT280 (Metropolitan Museum, scavi del 1919-20, cat. MET 22.3.524 3193)
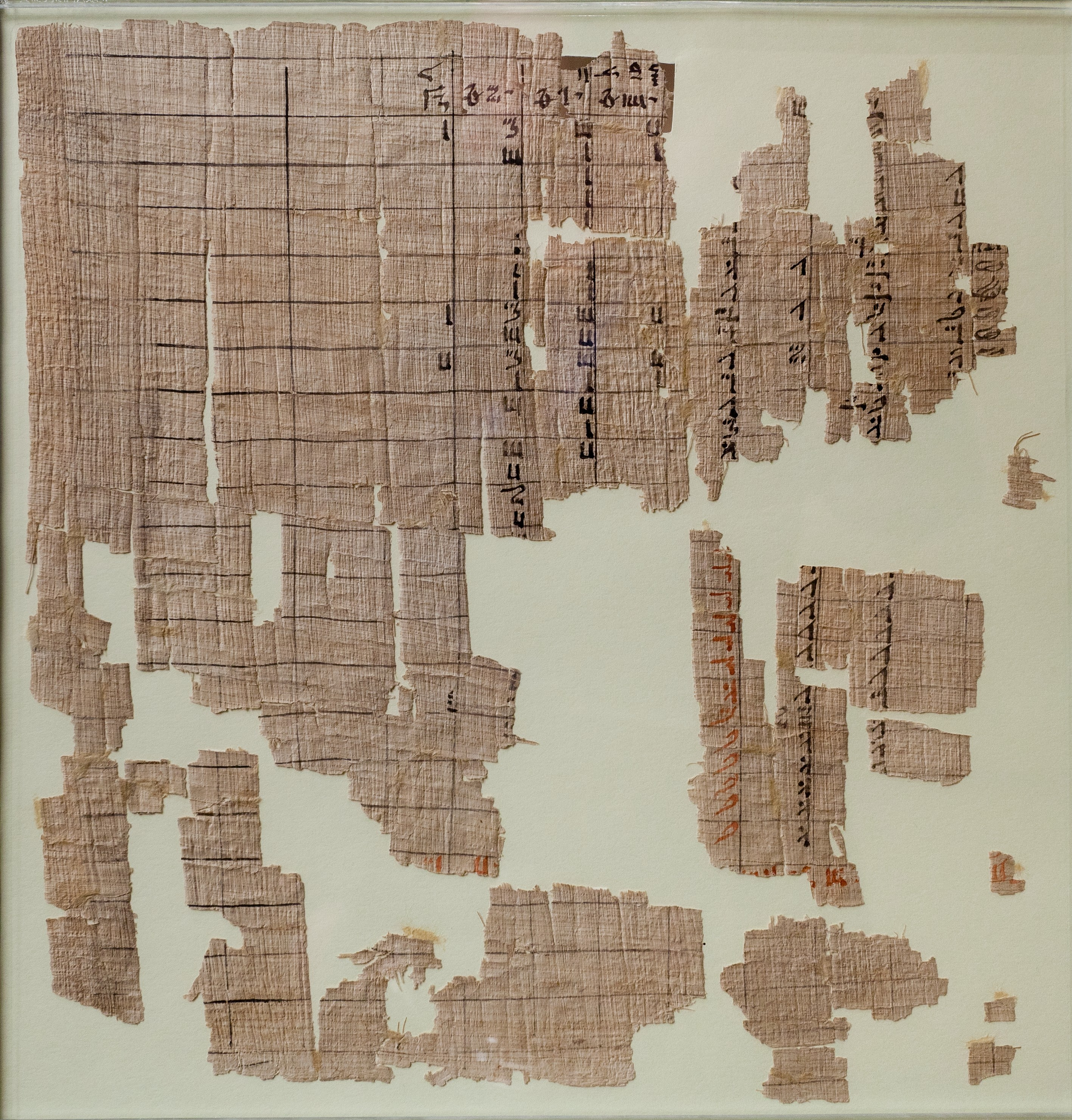
Papiro dalla tomba TT280 (Metropolitan Museum, scavi del 1919-20, cat. MET 22.3.525 3192)
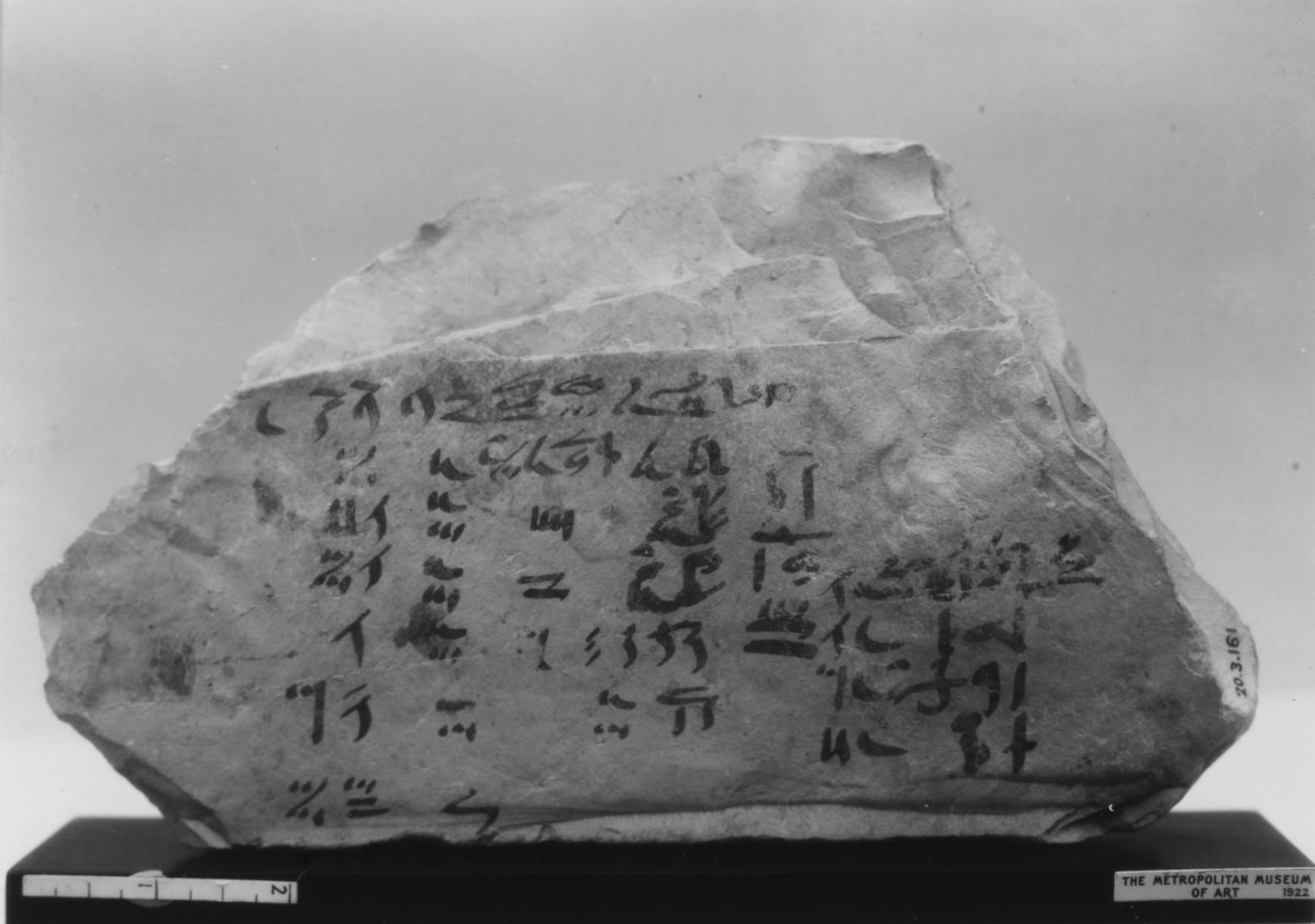
Ostrakon in scrittura ieratica dalla TT280 (Metropolitan Museum, scavi del 1920, cat.MET 51589)
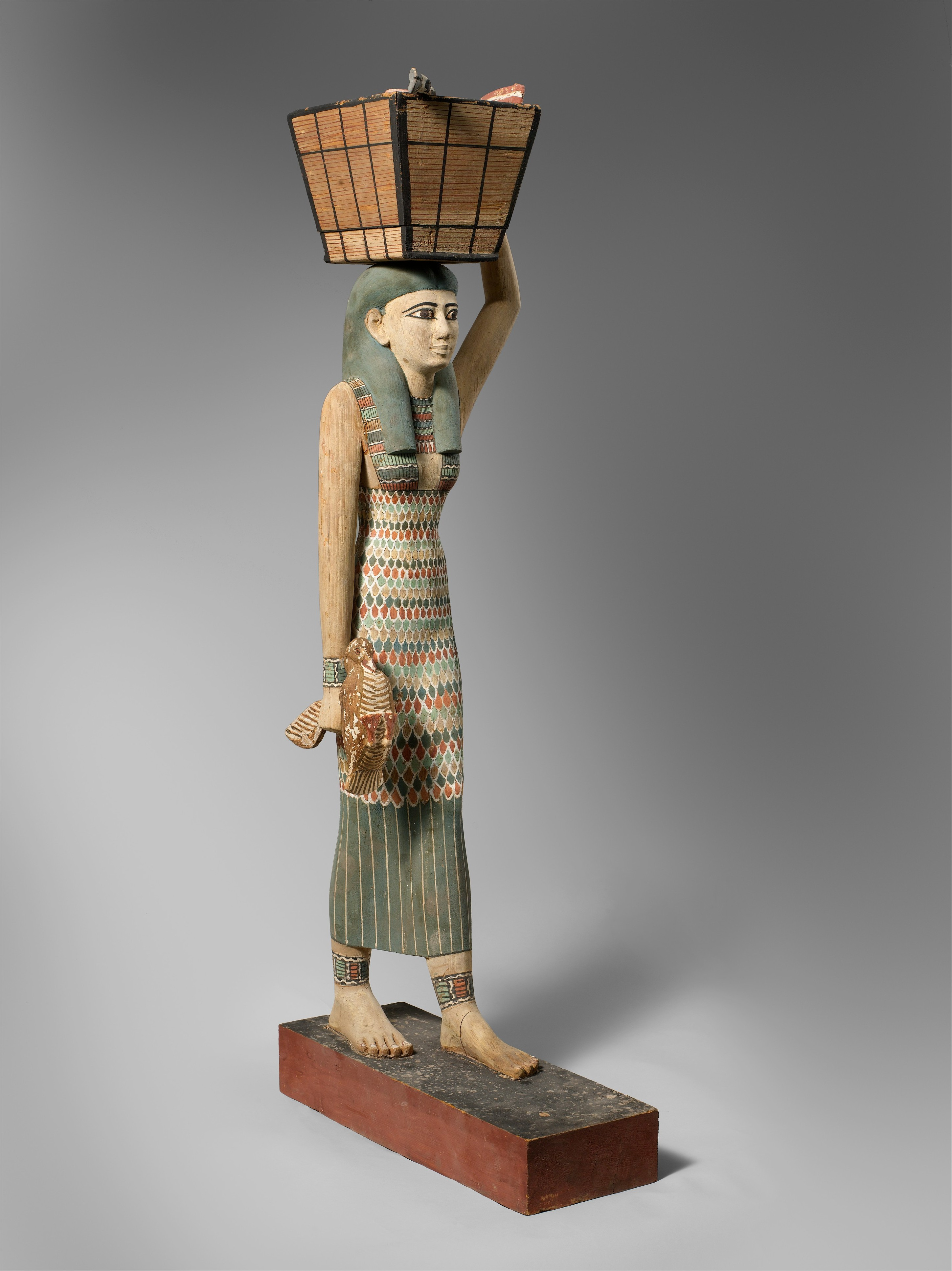
Statuetta di portatrice di offerte dalla tomba TT280 (Metropolitan Museum, scavi del 1920, cat. MET DP249003)
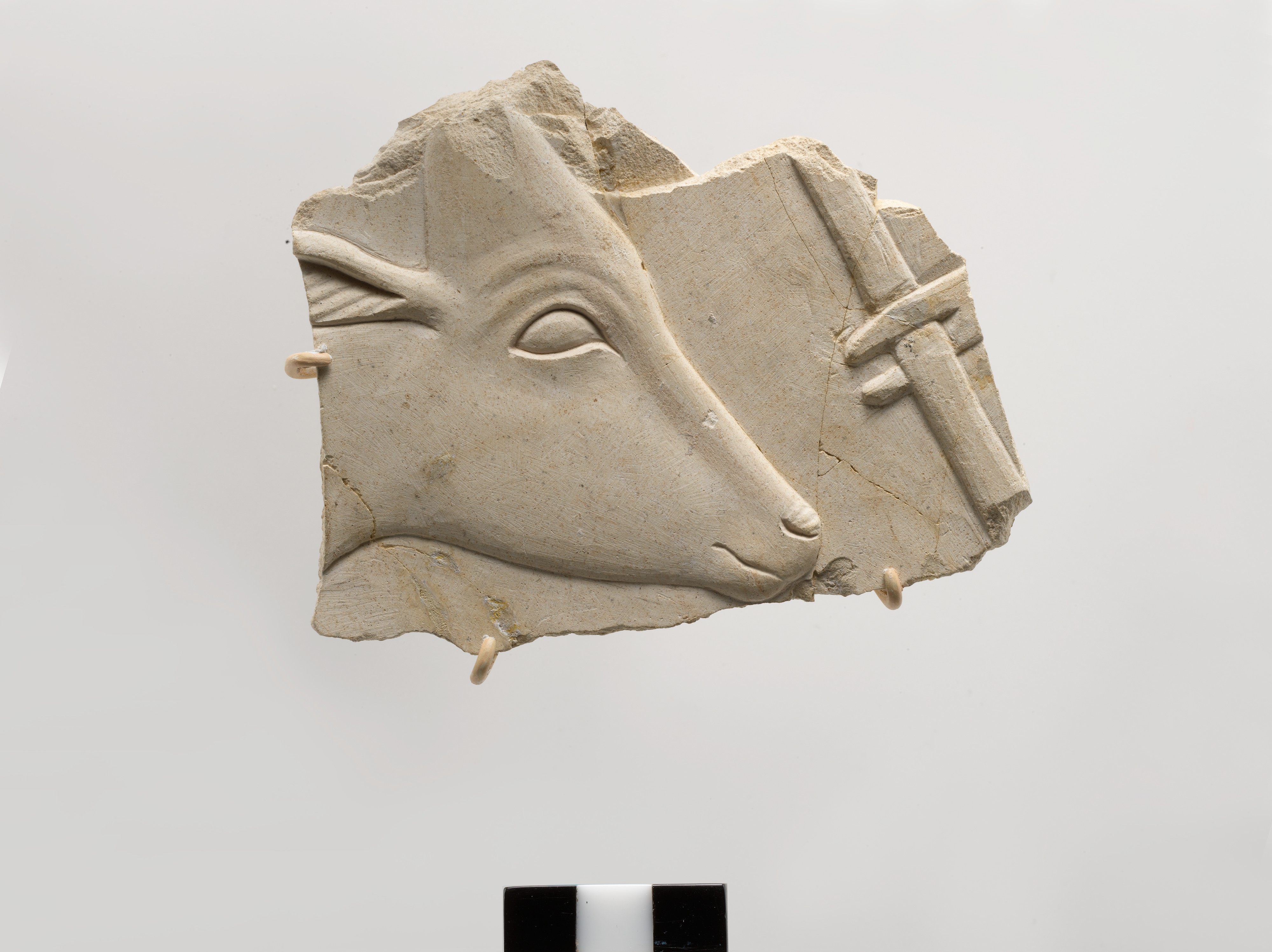
Frammento di rilievo dalla TT280 (Metropolitan Museum, scavi del 1920, cat. MET DP338049)
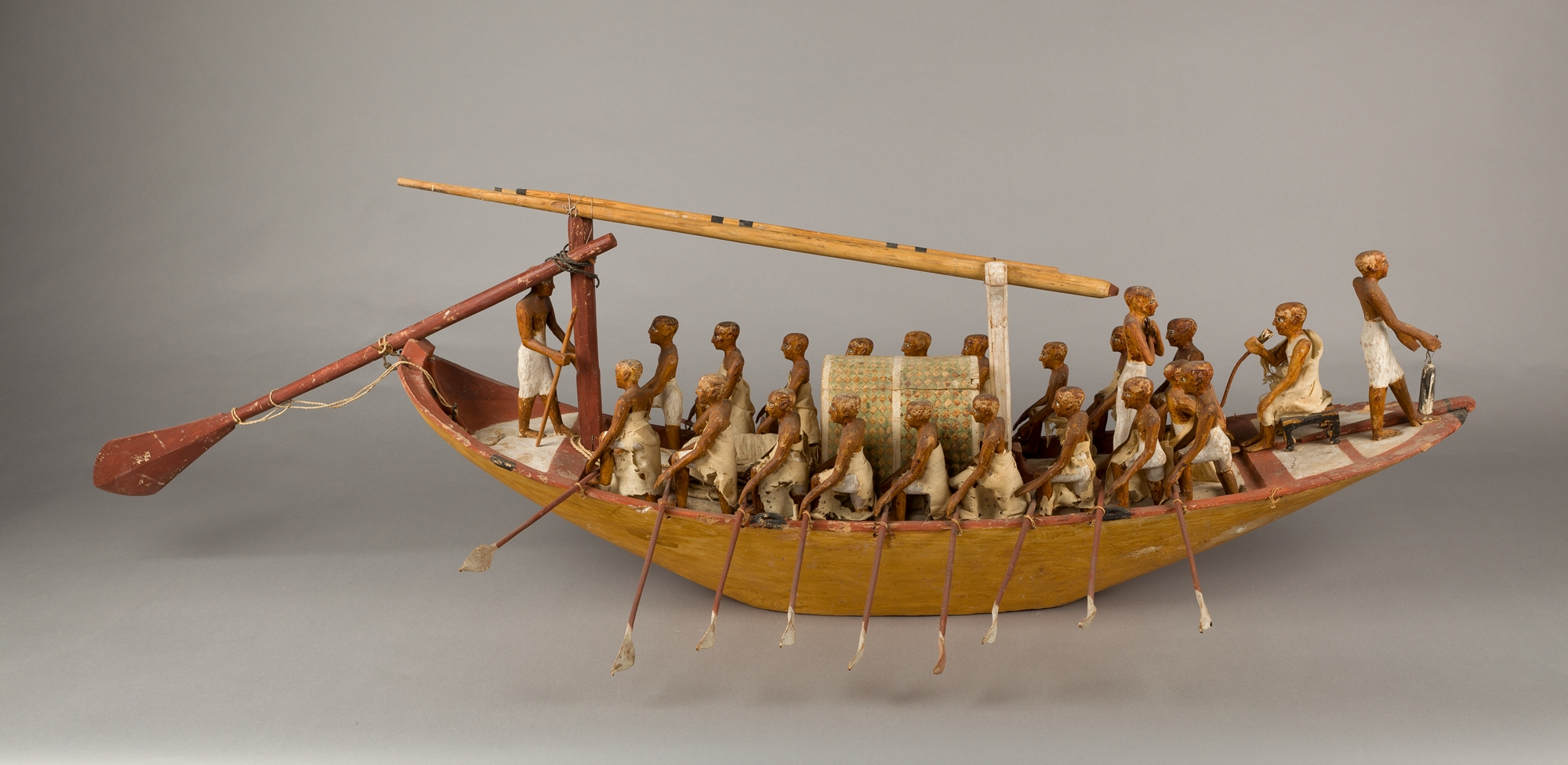
Modello di barca da viaggio a remi dalla TT280  (Metropolitan Museum, scavi del 1920, cat. MET 20.3.2; EGDP011941)
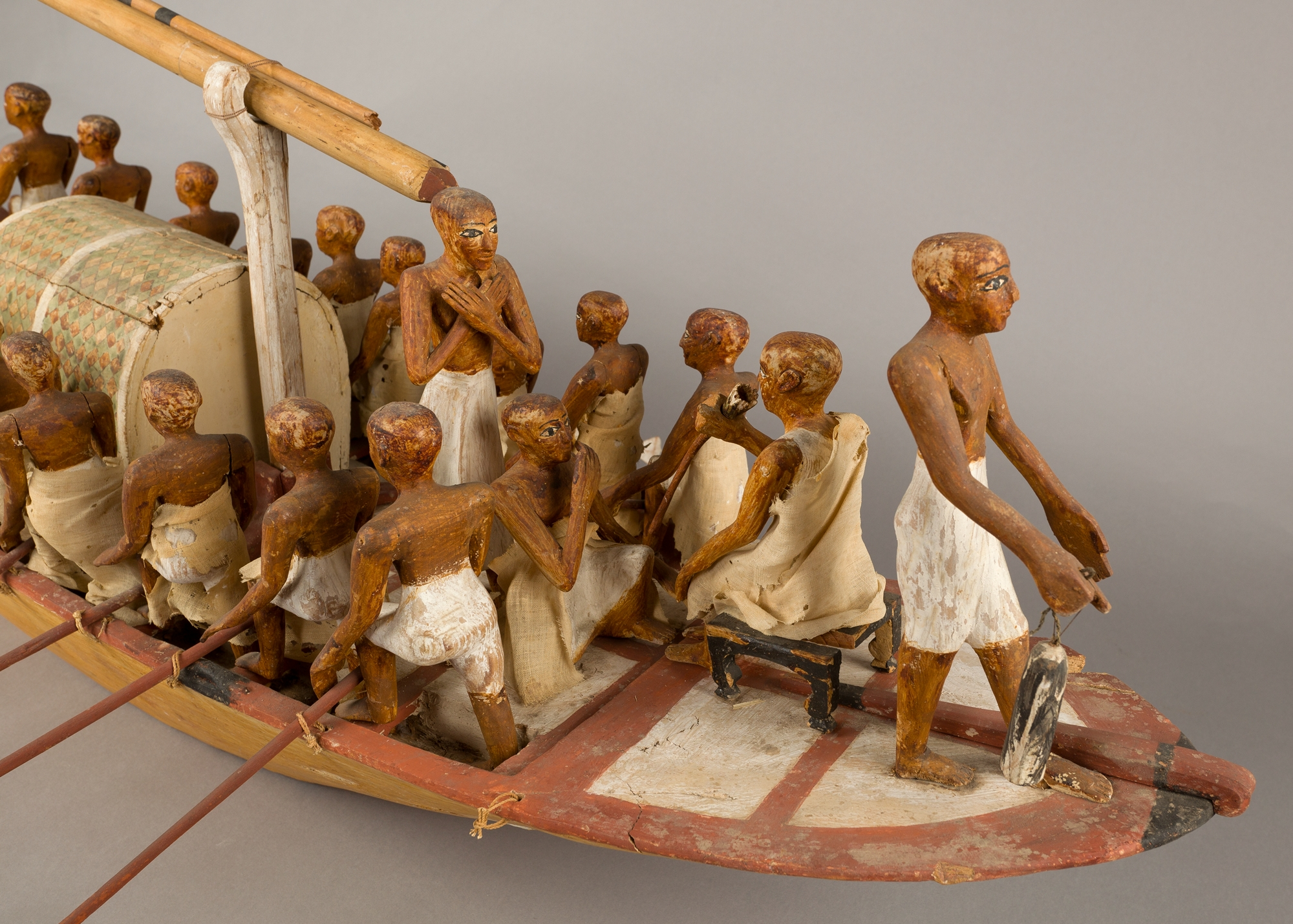
Modello di barca da viaggio a remi dalla TT280 (particolare) (Metropolitan Museum, scavi del 1920, cat. MET 20.3.2)
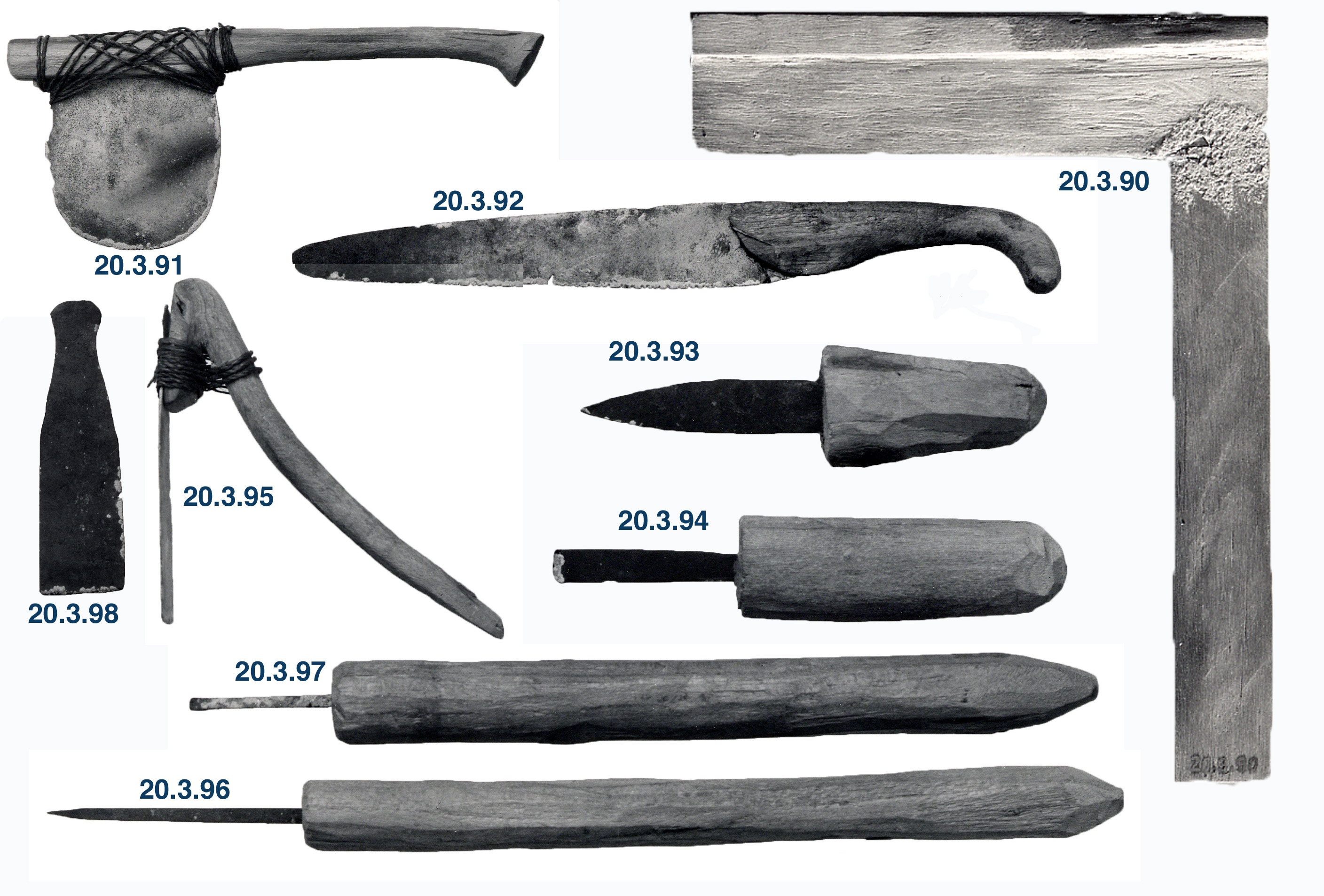
Modelli di strumenti da carpentiere dalla TT280 (Metropolitan Museum, scavi del 1920, cat. MET 137123 e seguenti)
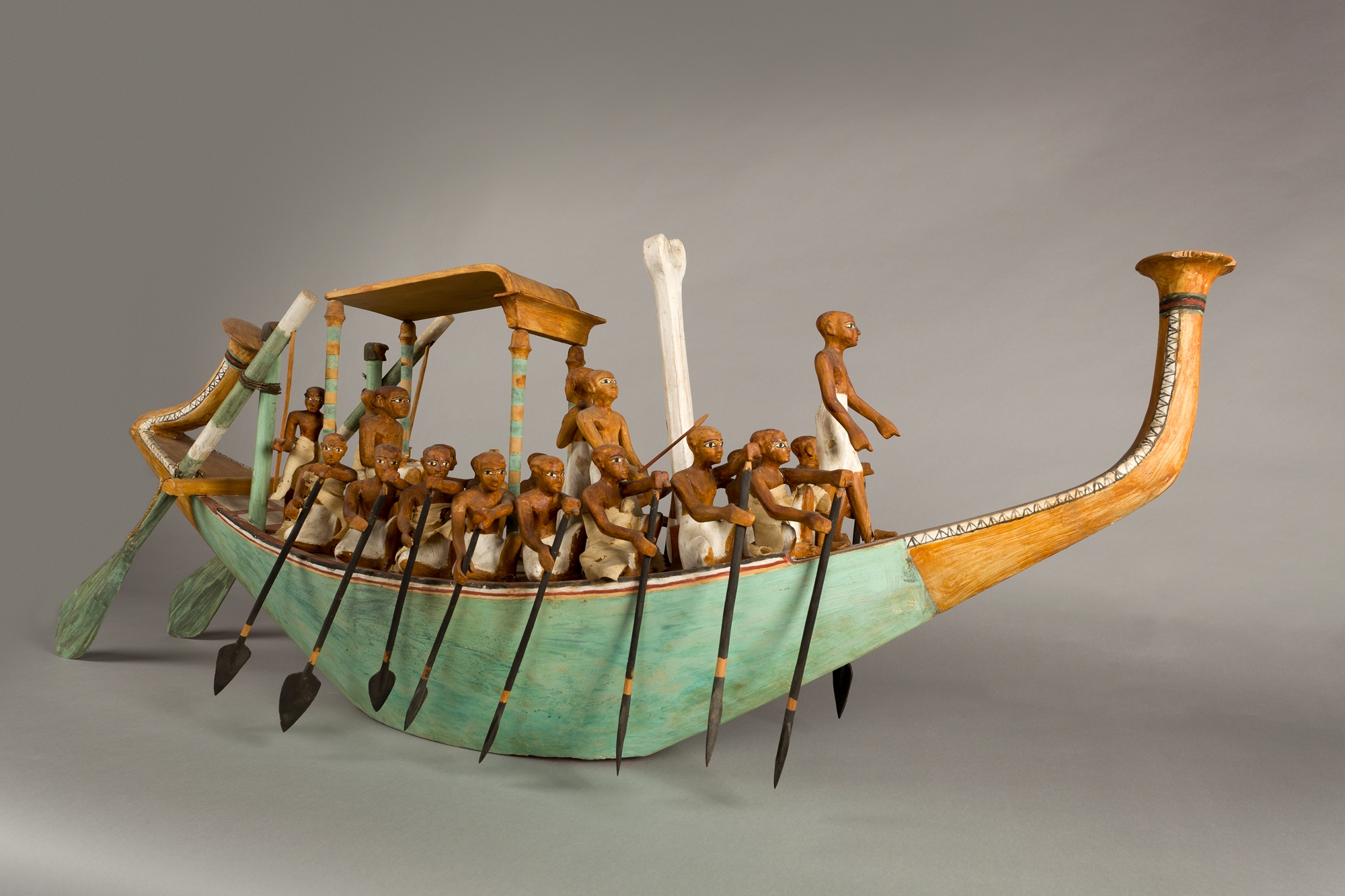
Modello di imbarcazione dalla TT280 (Metropolitan Museum, scavi del 1920, cat. MET 20.3.5)
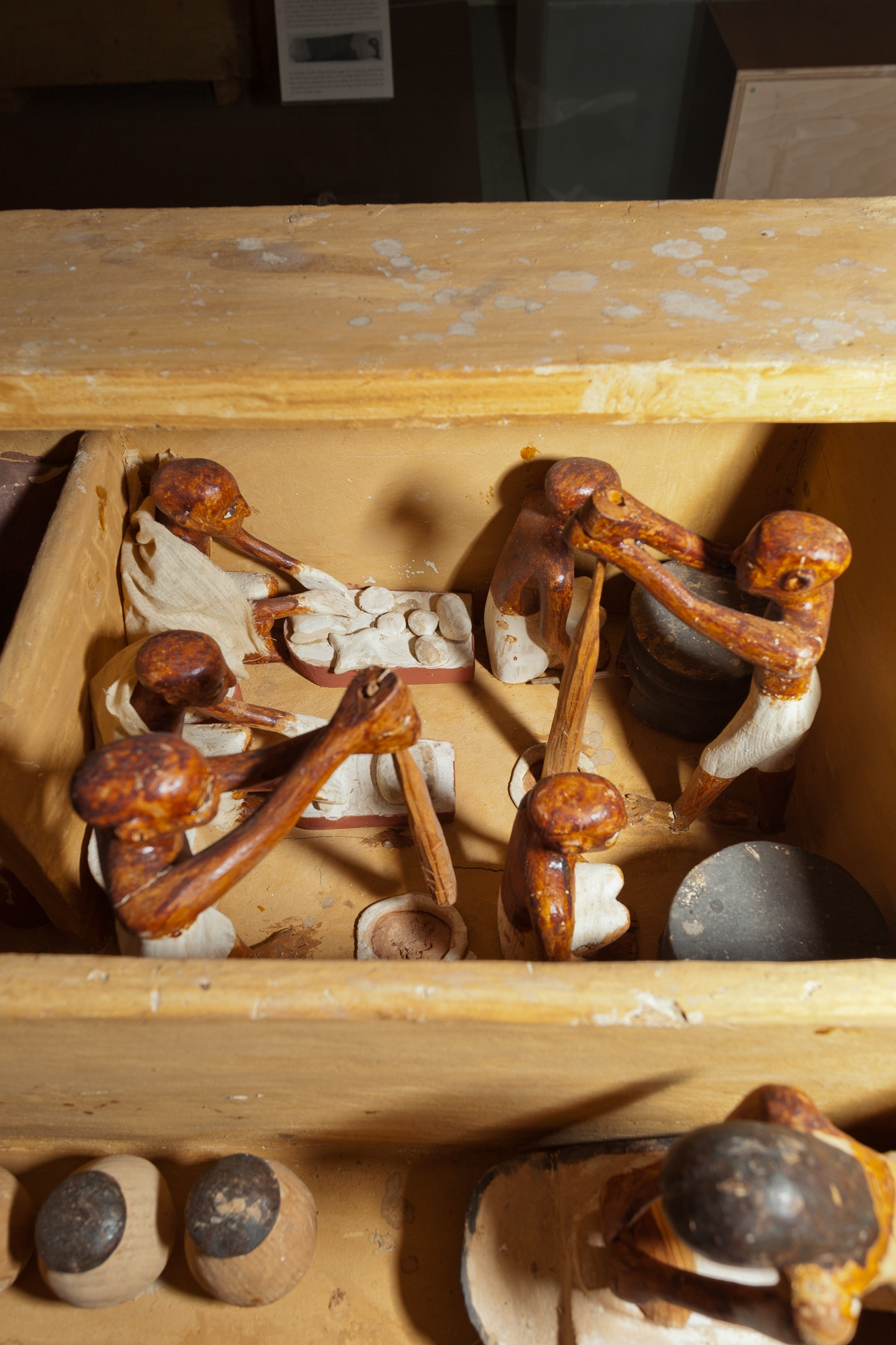
Modello di panetteria e birreria (Metropolitan Museum, scavi del 1920, cat. MET 20.3.12)
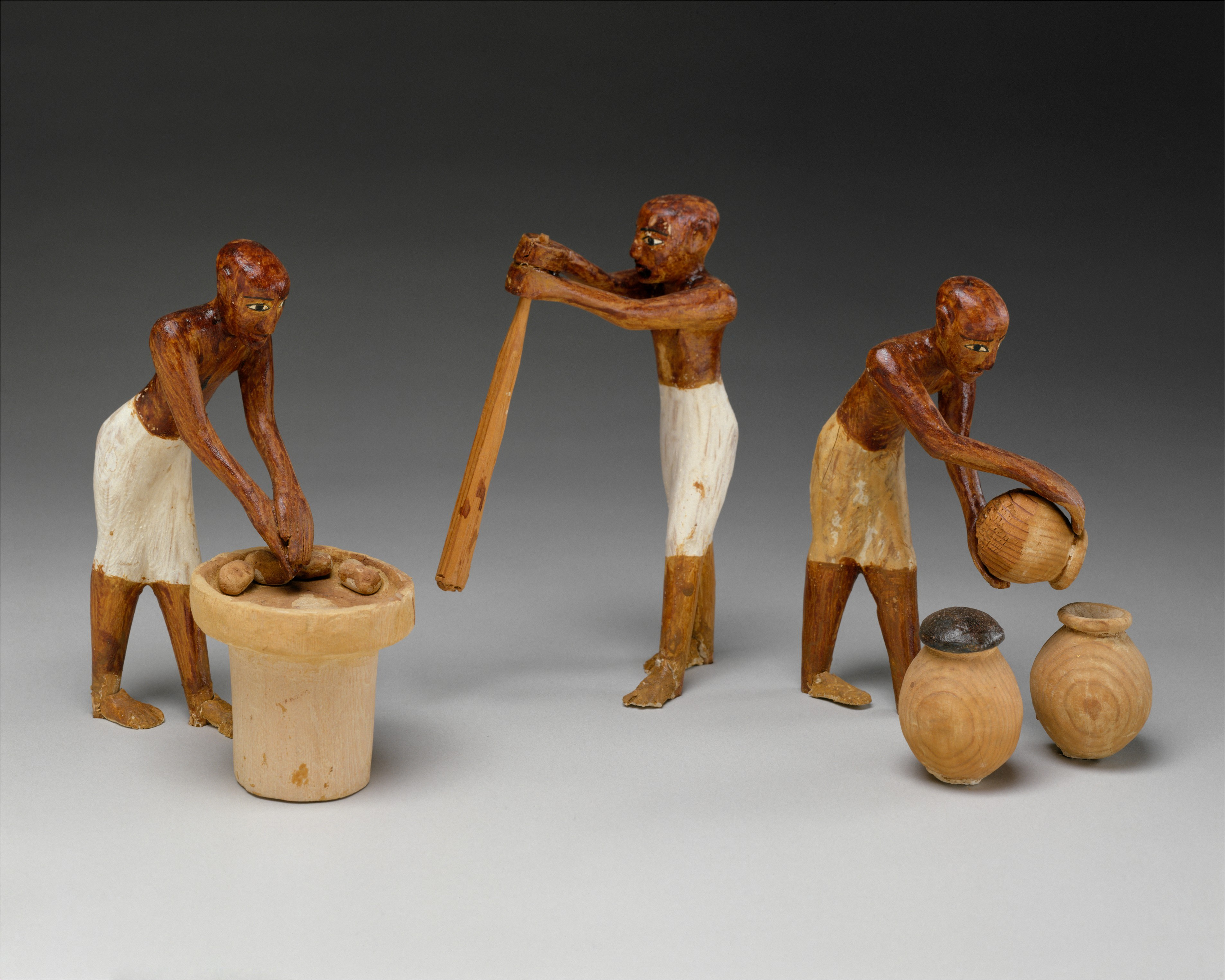
Panettieri e birrai dalla TT280 (Metropolitan Museum, scavi del 1920, cat. MET DT238009)
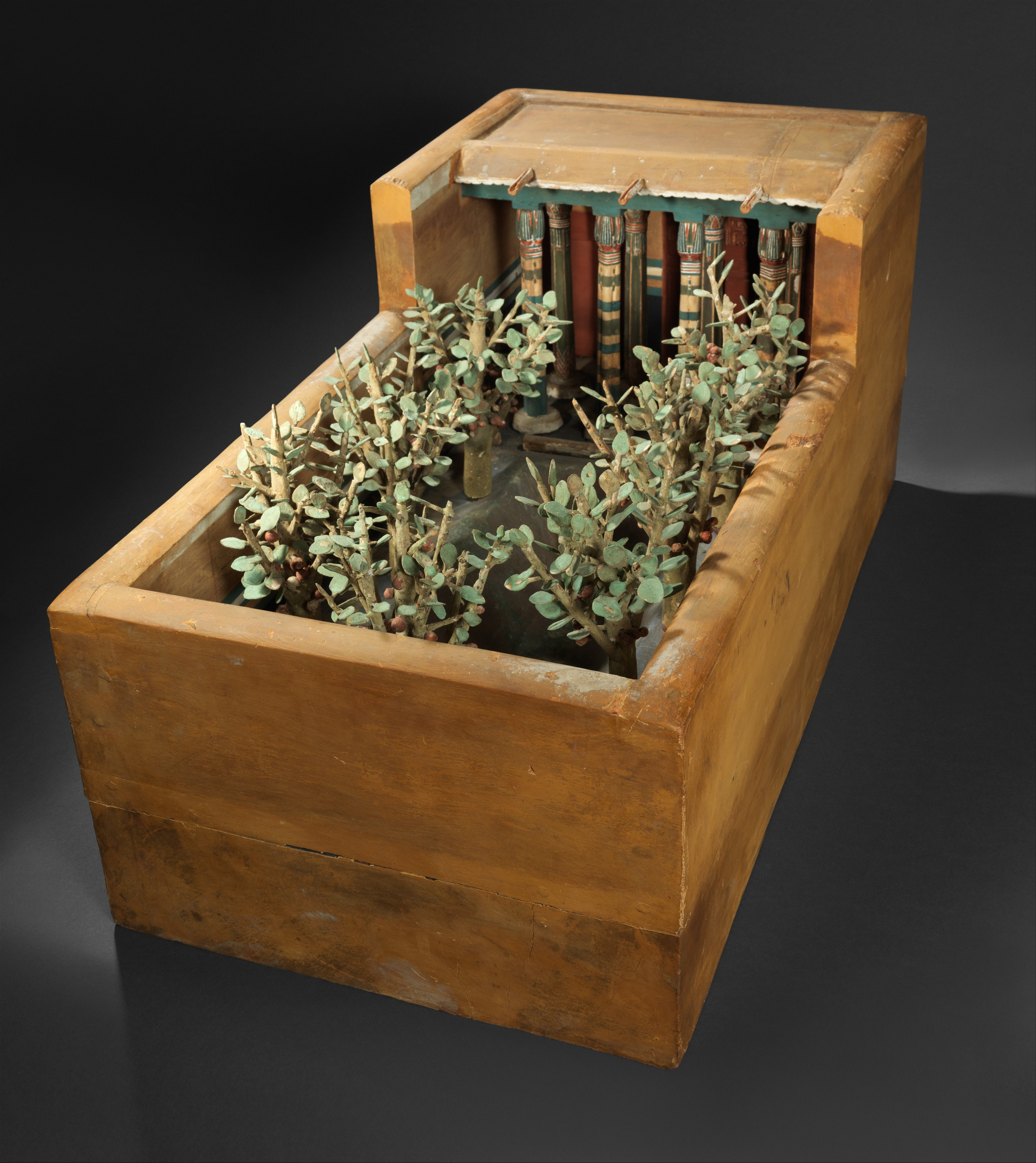
Modello di veranda con giardino dalla TT280  (Metropolitan Museum, scavi del 1920, cat. MET DP350592)
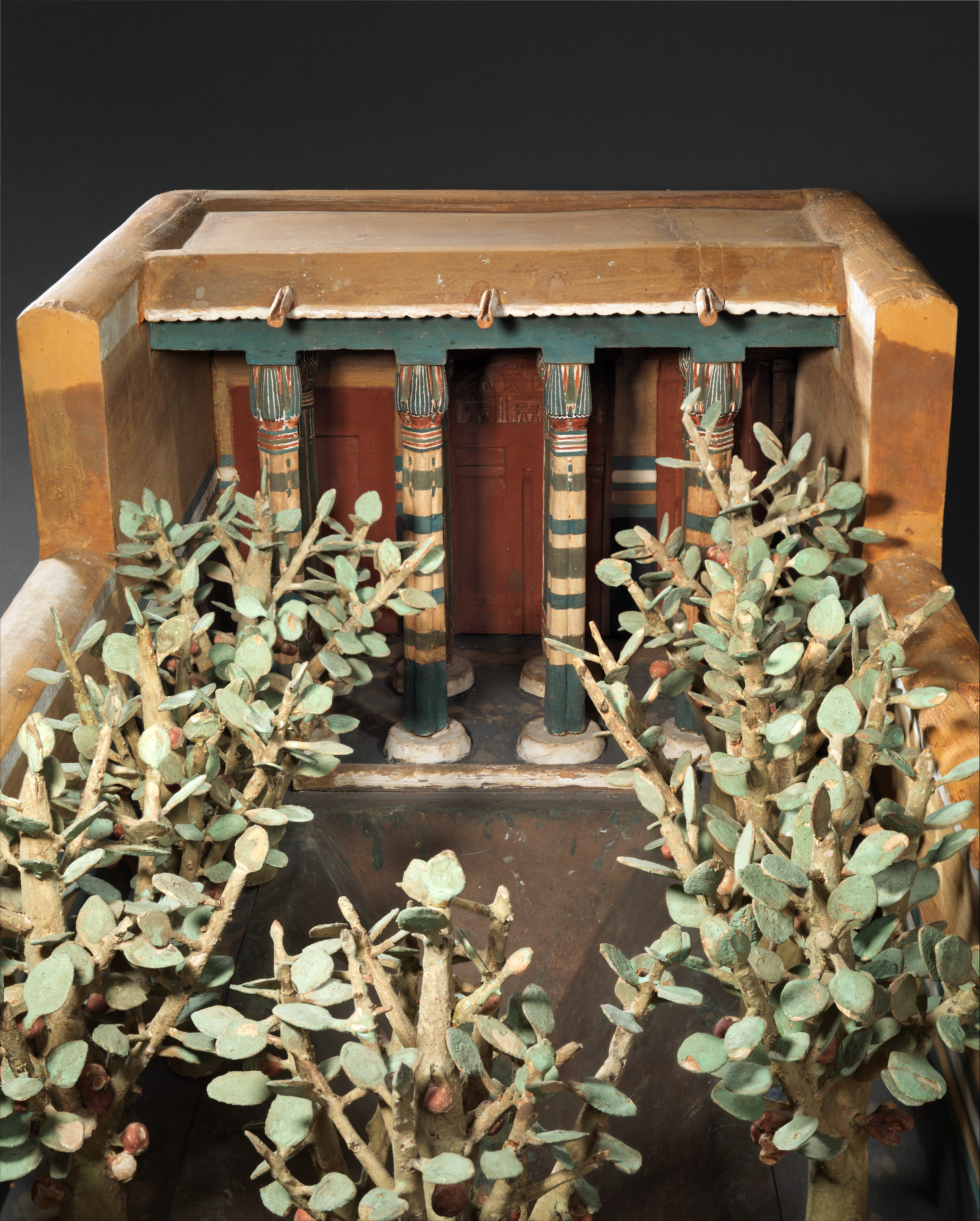
Modello di veranda con giardino dalla TT280  (Metropolitan Museum, scavi del 1920, cat. MET DP350593)
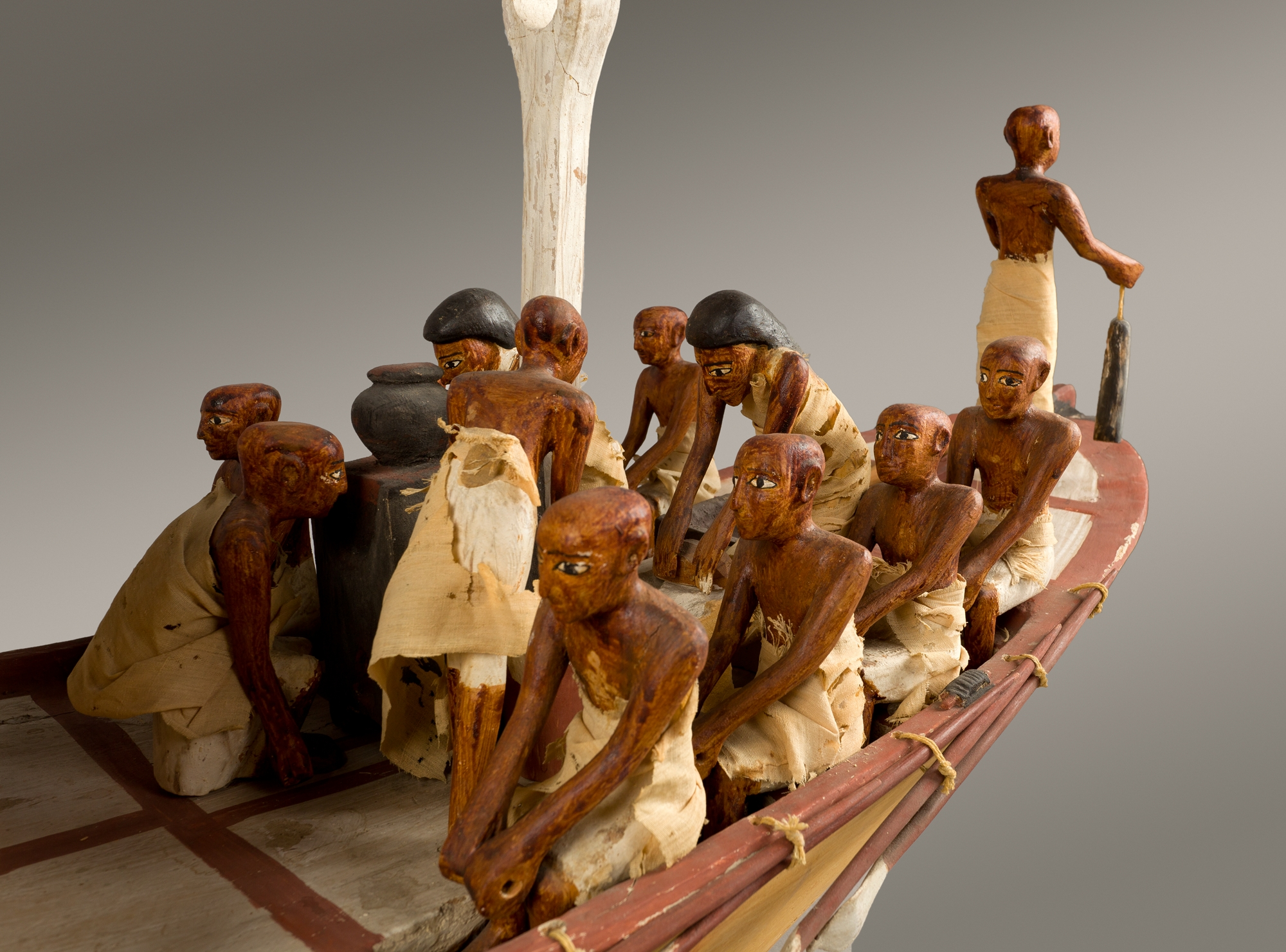
Preparazione di cibi a bordo di una nave, dalla TT280 (Metropolitan Museum, scavi del 1920, cat. MET 20.3.3)
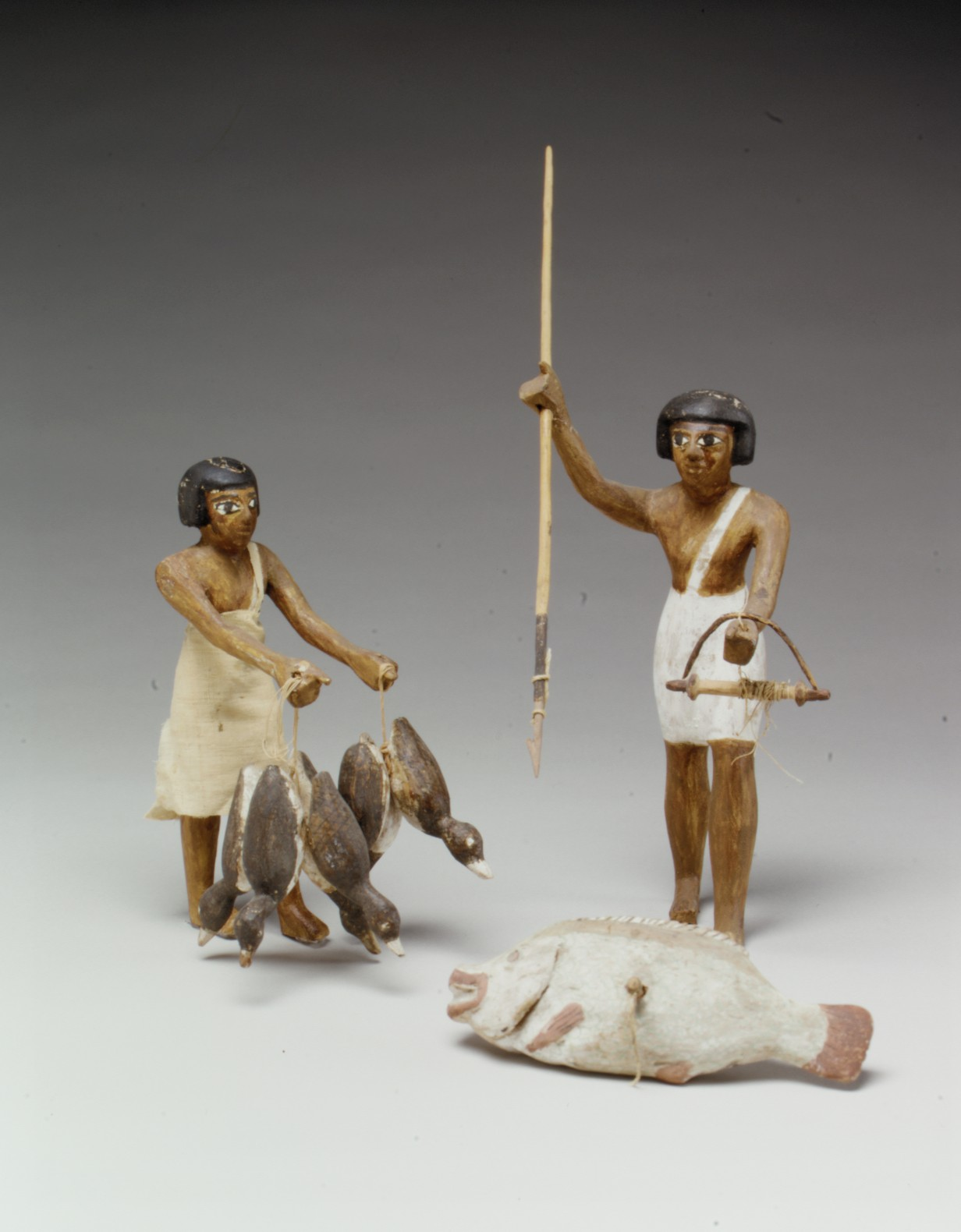
Modelli di cacciatori e pescatori dalla TT280 (Metropolitan Museum, scavi del 1920, cat. MET EG165)
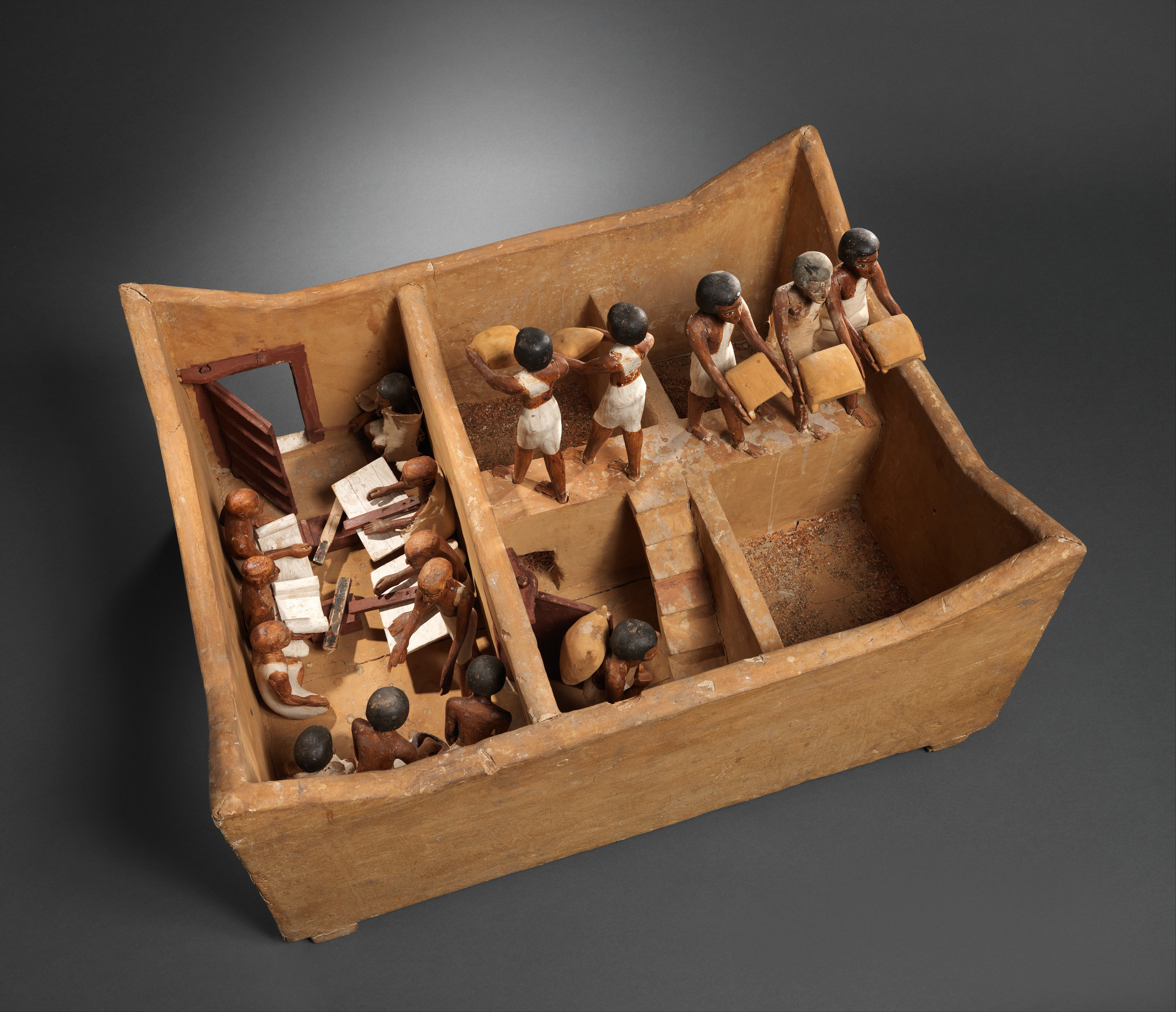
Modello di granaio con scribi dalla TT280 (Metropolitan Museum, scavi del 1920, cat. MET DP351557)
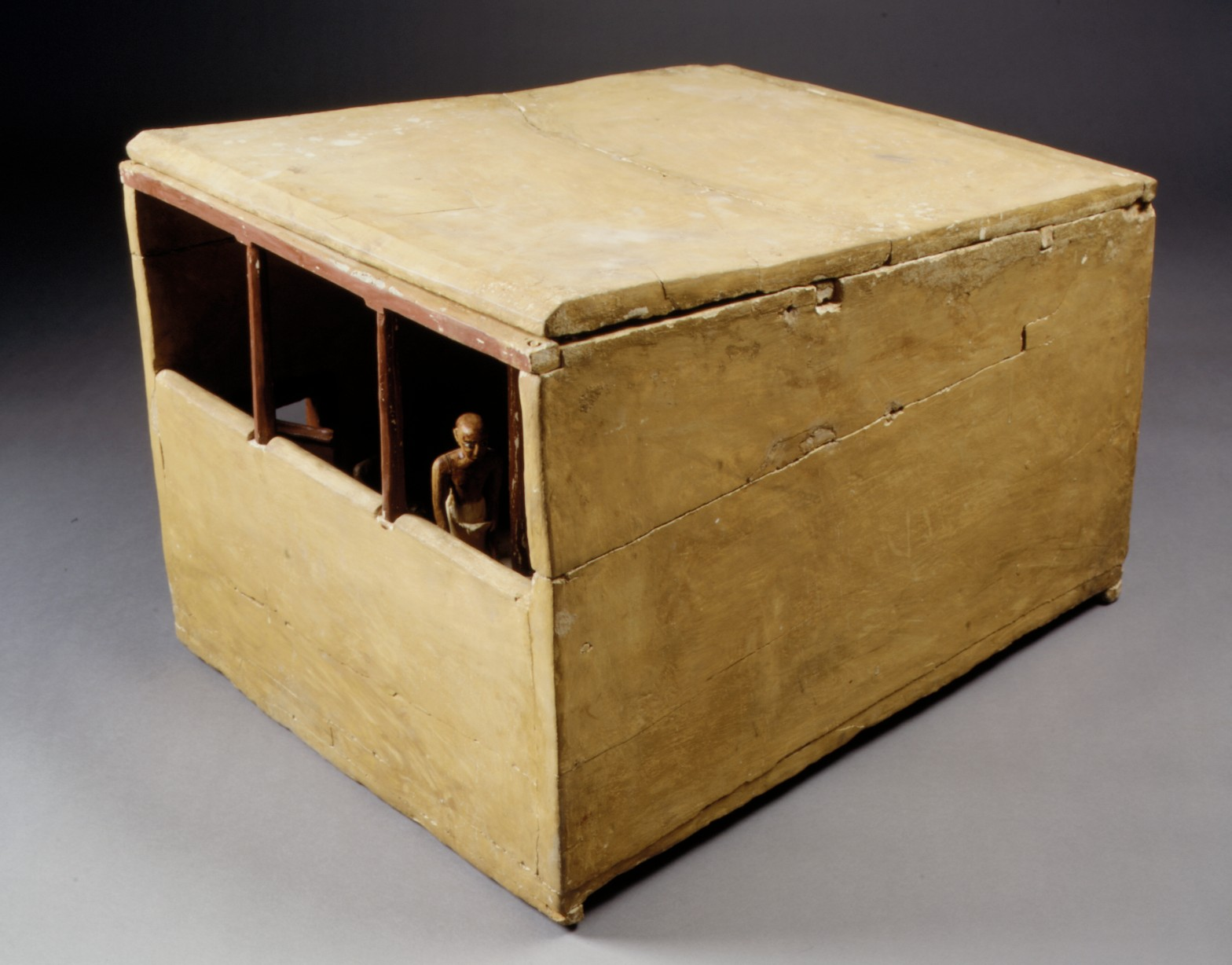
Modello di macello dalla TT280 (Metropolitan Museum, scavi del 1920, cat. MET EG182)
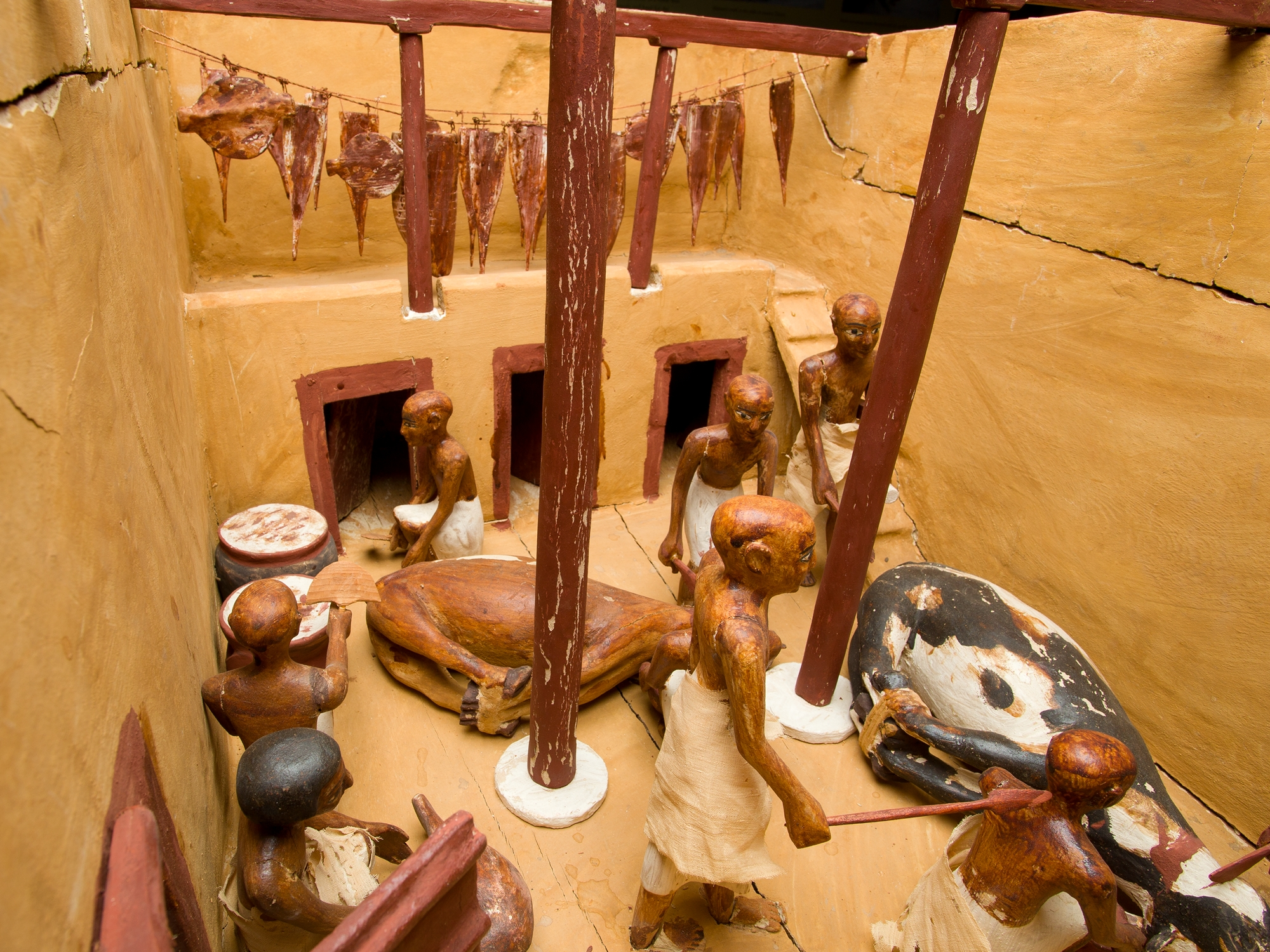
Modello di macello dalla TT280 (particolare dell'interno) (Metropolitan Museum, scavi del 1920, cat. MET 20.3.10)
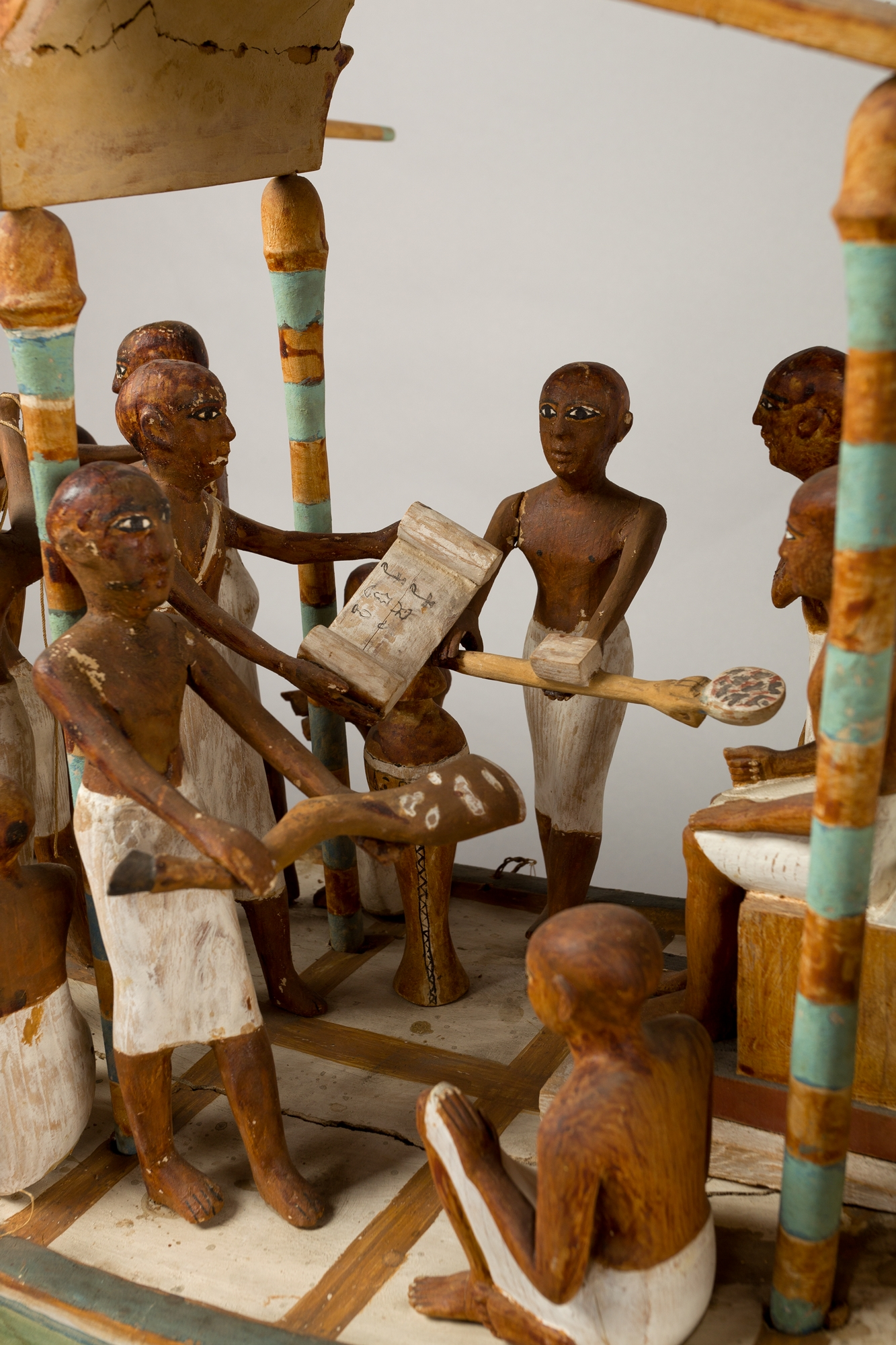
Modello di imbarcazione funeraria con offertorio, dalla TT280 (Metropolitan Museum, scavi del 1920, cat. MET 20.3.4)
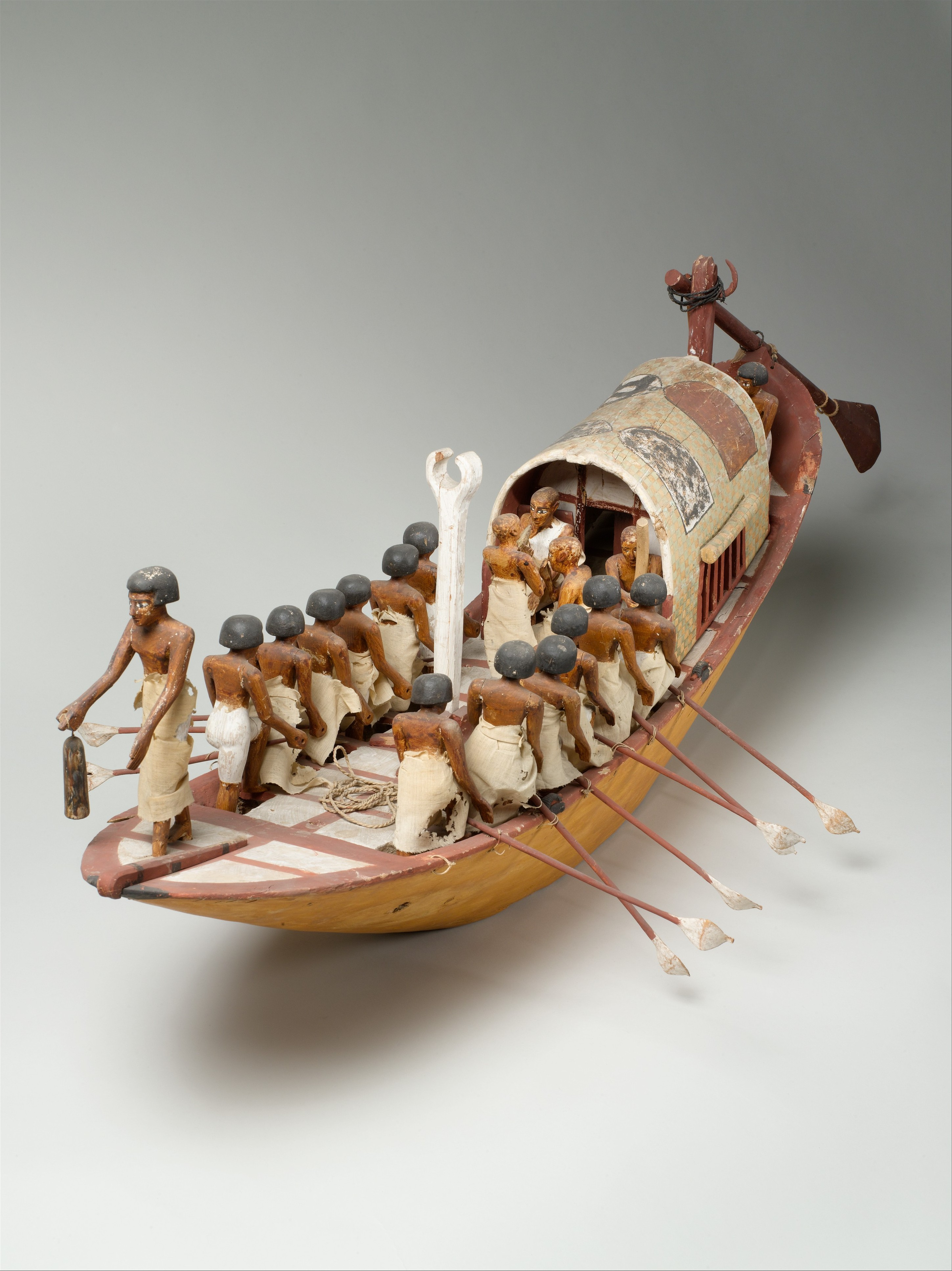
Modello di imbarcazione da viaggio dalla TT280 (Metropolitan Museum, scavi del 1920, cat. MET DP248999)
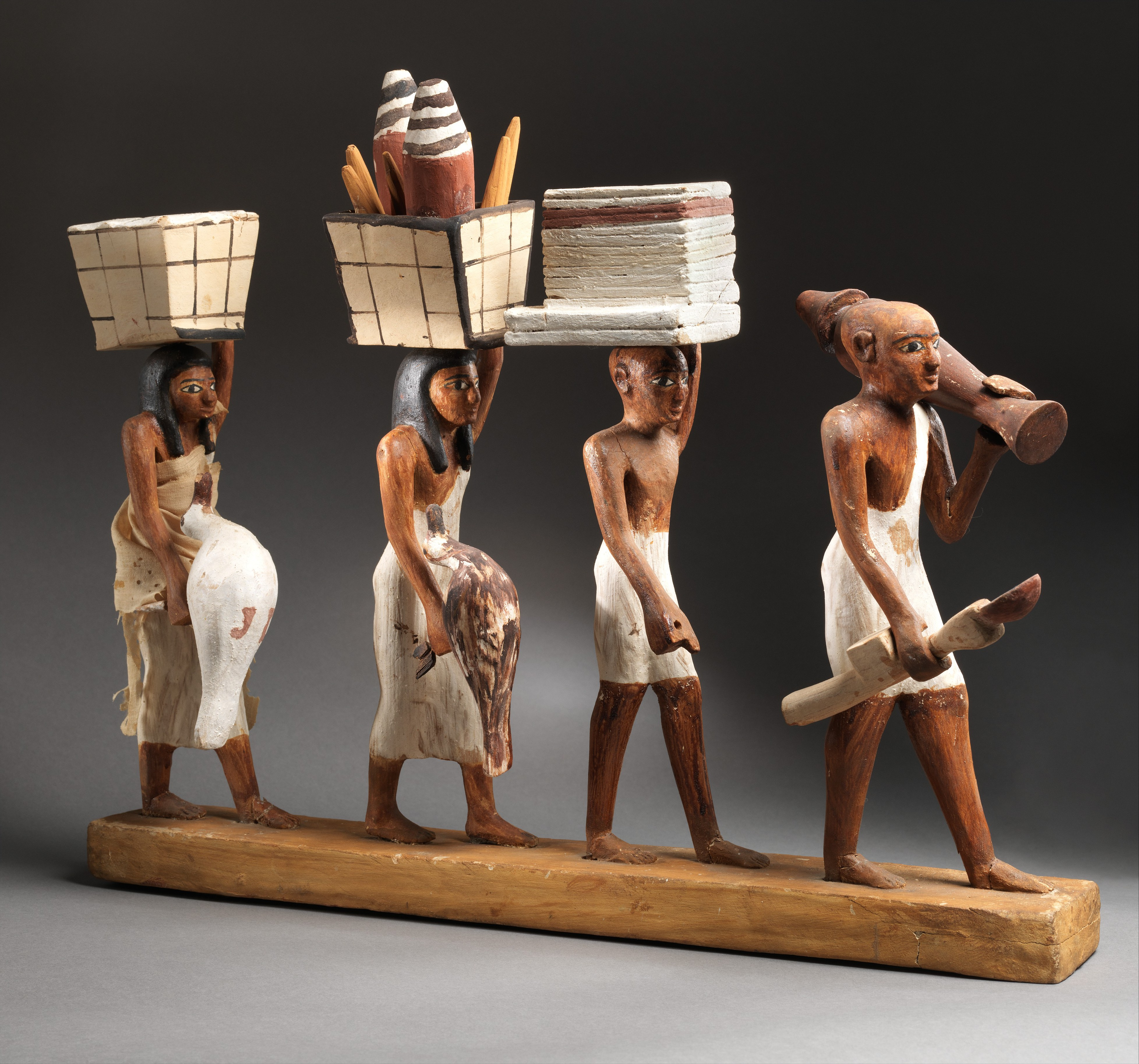
Processione di portatori di offerte dalla TT280 (Metropolitan Museum, scavi del 1920, cat. MET DP344084)
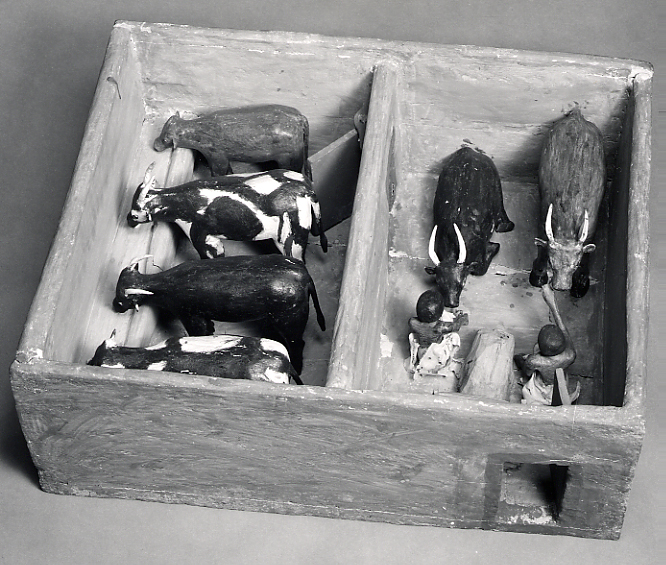
Modello di stalla con bestiame dalla TT280 (Metropolitan Museum, scavi del 1920, cat. MET 20.3.9(2))

### Annotazioni
1. ↑  La prima numerazione delle tombe, dalla numero 1 alla 252, risale al 1913 con l'edizione del "Topographical Catalogue of the Private Tombs of Thebes" di Alan Gardiner e Arthur Weigall. Le tombe erano numerate in ordine di scoperta e non geografico; ugualmente in ordine cronologico di scoperta sono le tombe dalla 253 in poi.
2. ↑  I campi della Duat, ovvero l'aldilà egizio, si trovavano, secondo le credenze, proprio sulla riva occidentale del grande fiume.
3. ↑  Nella sua epoca di utilizzo, l'area era nota come "Quella di fronte al suo Signore" (con riferimento alla riva orientale, dove si trovavano le strutture dei Palazzi di residenza dei re e i templi dei principali dei) o, più semplicemente, "Occidente di Tebe".
4. ↑  le Tombe dei Nobili, benché raggruppate in un'unica area, sono di fatto distribuite su più necropoli distinte.
5. ↑  Le note, sovente di inquadramento topografico della tomba, sono tratte dal "Topographical Catalogue" di Gardiner e Weigall, ed. 1913 e fanno perciò riferimento alla situazione dell'epoca.
6. ↑  Kheti fu Cancelliere e Tesoriere durante la XI dinastia.
7. ↑  Particolare importanza viene data a tali datazioni giacché possono essere utili a indicare i periodi di regno di Mentuhotep IV, considerato un usurpatore e il cui nome, per tale motivo, non apparirebbe nella lista di Abido e nel Canone Reale, nonché la datazione e l'assegnazione ad Amenemhat I del monumento funerario incompiuto che si trova nei pressi della TT280.
8. ↑  I pilastri sono oggi inesistenti, ma frammenti consistenti degli stessi sono stati recuperati e restaurati dalla missione del Metropolitan Museum di New York.
9. ↑  Direttore del Metropolitan Museum dal 1932 al 1939.
10. ↑  Una prima iscrizione geroglifica venne incisa direttamente sul legno che venne quindi ricoperto di gesso su cui venne applicata una sottile laminatura in oro su cui venne nuovamente inciso il testo in forma paleograficamente caratteristica di un periodo non antecedente al regno di Amenemhat. È stato ipotizzato, ma anche escluso, un riuso del sarcofago dopo Meketre, ma, più accettato accademicamente, pare che la duplice iscrizione derivi dal fatto che il sarcofago era verosimilmente già pronto prima della morte di Meketre durante il regno di Mentuhotep III e riadattato, quindi, alla morte effettiva avvenuta durante il regno di Amenemhat I.
11. ↑  In particolare, vengono fatte notare le più corrette proporzioni tra le varie parti dei modelli della TT280 rispetto a quelli di Mentuhotep II: considerando lo spazio umano compreso tra la sommità della testa e le ginocchia, nei modelli di Mentuhotep II la testa occupa il 15%, il torso (dal collo alla vita) il 35% e dalla vita alle ginocchia il restante 50%. Nel caso dei modelli della tomba di Meketre: testa 24%, torso 26%, gambe 47%. Ciò comporta una maggiore proporzione tra le varie parti del corpo al contrario dei modelli più antichi in cui la figura appare più oblunga.

### Fonti
1. 1 2  Porter e Moss 1927,  p. 359.
2. ↑  Gardiner e Weigall 1913.
3. ↑  Donadoni 1999,  p. 115.
4. ↑  Porter e Moss 1927, p. 359.
5. ↑  Arnold 1991, p. 17.
6. ↑  Grajetzki 2000, p. 45.
7. 1 2 3  Arnold 1991, p. 21.
8. ↑  Arnold 1991, pp. 21-23.
9. ↑  Allen 2003,  p. 19.
10. ↑  Arnold 1991, p. 22.
11. ↑  Arnold 1991, p. 23.
12. ↑  Arnold 1991, pp. 23-25.
13. ↑  Arnold 1991, p. 25.
14. ↑  Porter e Moss 1927,  pp. 355-357.